# Collezione Pamphilj

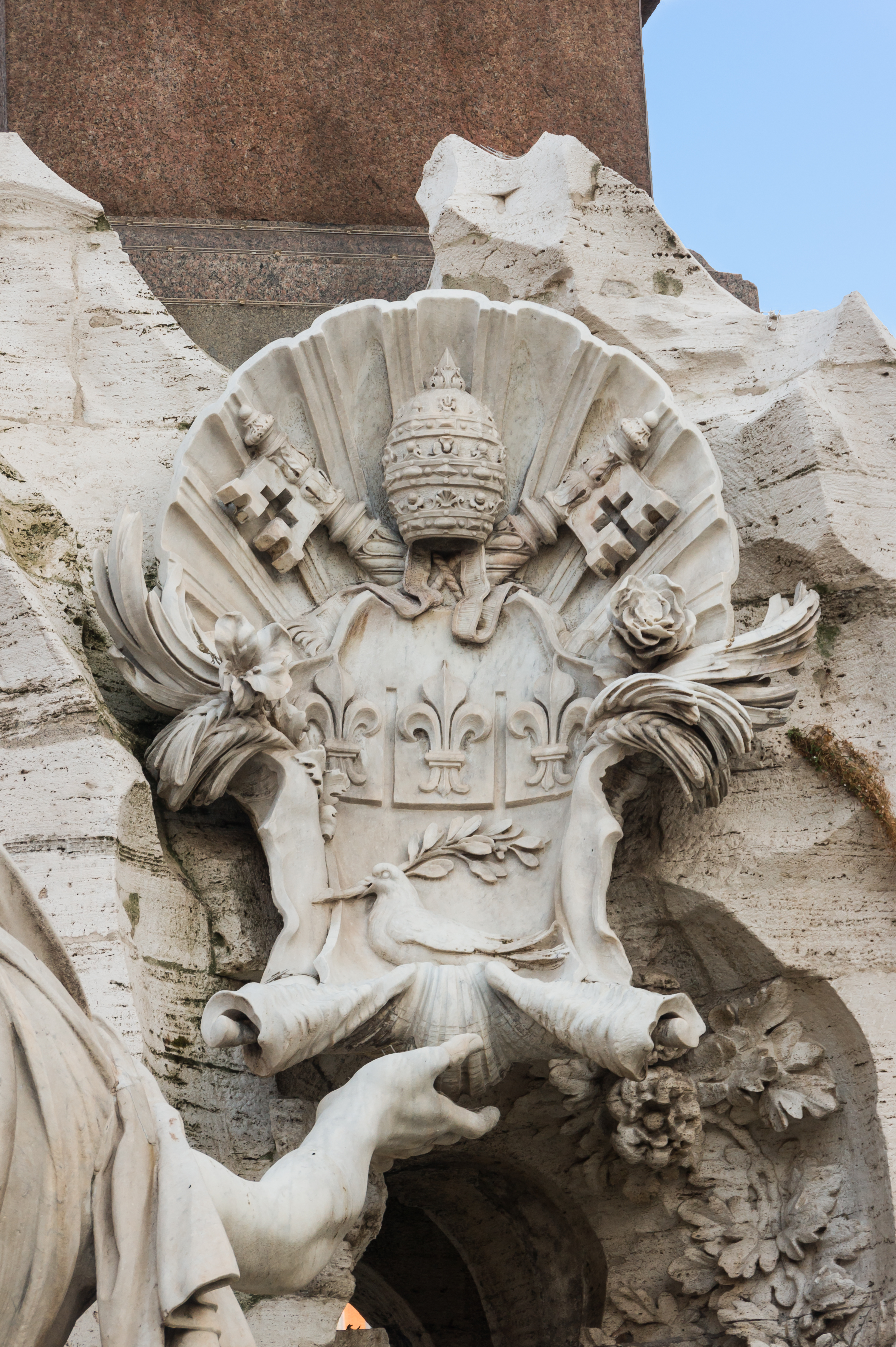
Stemma della famiglia Pamphilj sulla fontana dei Quattro Fiumi, Roma

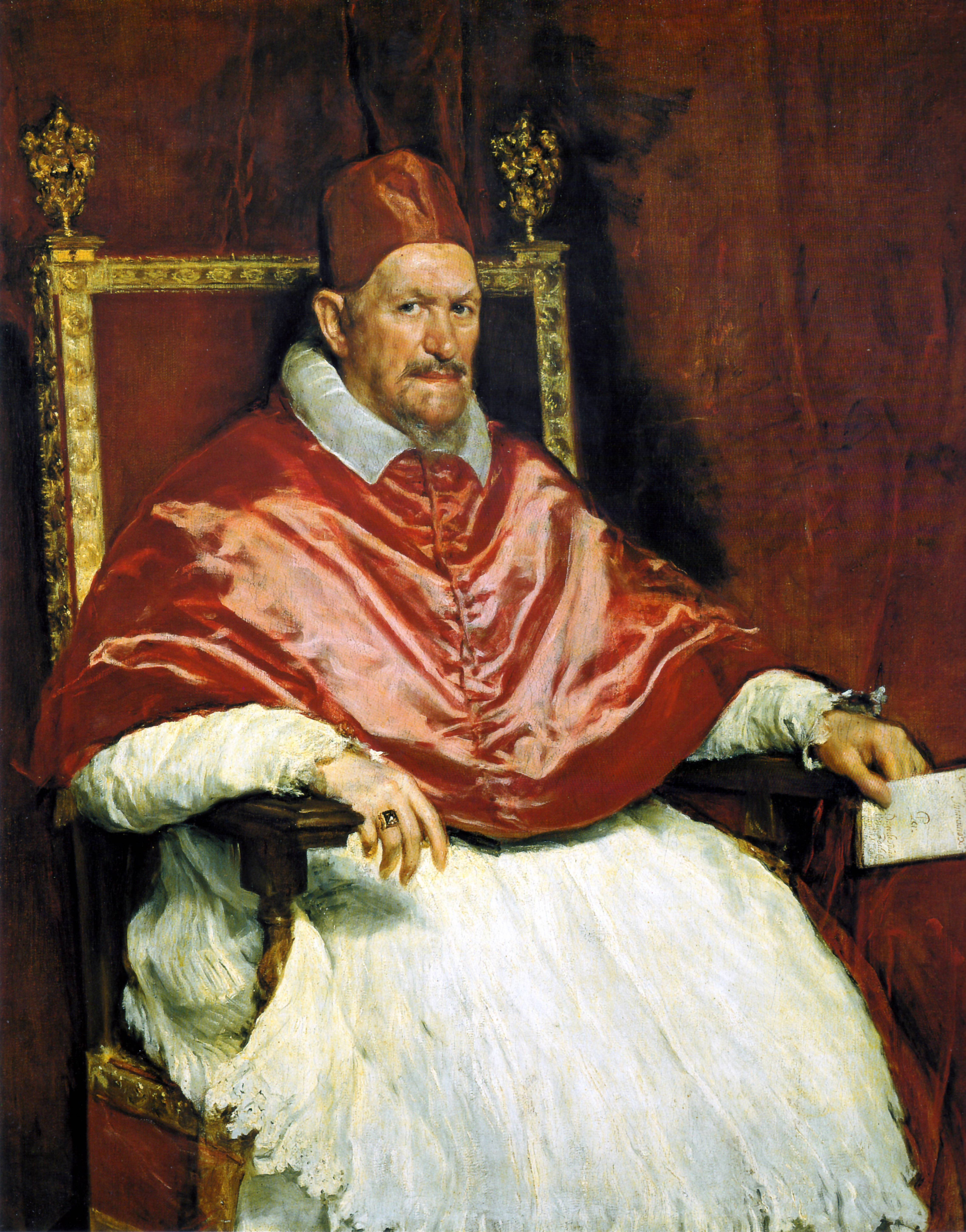
Ritratto di Innocenzo X, Diego Velazquez

La collezione Pamphilj è stata una collezione d'arte nata nella metà del Seicento a Roma, durata solo poco più di un secolo e appartenuta alla famiglia dei Pamphilj.
La collezione, accresciuta grazie soprattutto a Camillo Francesco, nipote di papa Innocenzo X, e Giovan Battista, si componeva prevalentemente di opere pittoriche commissionate, acquistate o pervenute in dote (come nel caso di quella Aldobrandini e Facchinetti) che spaziano dall'epoca medievale fino a quelle del Sei-settecento, tra cui alcuni dei massimi capolavori dell'arte. Estinto il casato nel 1763, la collezione è poi confluita tramite matrimoni e discendenze tra le proprietà della neocostituita famiglia Doria Landi Pamphilj, i cui eredi ne restano i legittimi proprietari tutt'oggi nel XXI secolo.
Le opere che erano collocate in origine tra le varie e numerose proprietà familiari dislocate sul territorio romano è oggi raggruppata tutta nel palazzo di via del Corso a Roma, dov'è la storica collezione seicentesca dei Pamphilj. La villa Pamphilj del Gianicolo è divenuta nel tempo luogo di rappresentanza dello Stato italiano, il palazzo di piazza Navona fu acquistato dallo Stato brasiliano nel 1960 ed è oggi sede della sua ambasciata in Italia, quello di Valmontone è riadattato come palazzo-museo, pressoché spoglio di opere della collezione, il palazzo di Albano Laziale versa in stato di abbandono, quello di San Martino al Cimino è destinato a eventi culturali mentre quello di Nettuno, infine, è riutilizzato come istituto religioso.
La raccolta, che comprendeva pitture, antichità rinvenute tra i feudi di Anzio, Albano Laziale e Nettuno, arredi e statue, costituiva una delle più importanti collezioni della Roma barocca, includendo tra gli altri capolavori di Velazquez, Caravaggio, Gian Lorenzo Bernini, Jacopo Tintoretto, Tiziano, Raffaello Sanzio, Correggio, Guercino, Parmigianino, Gaspard Dughet, Jan Brueghel il Vecchio.

## Storia

### Seicento

#### L'ascesa sociale della famiglia con la nomina papale di Innocenzo X

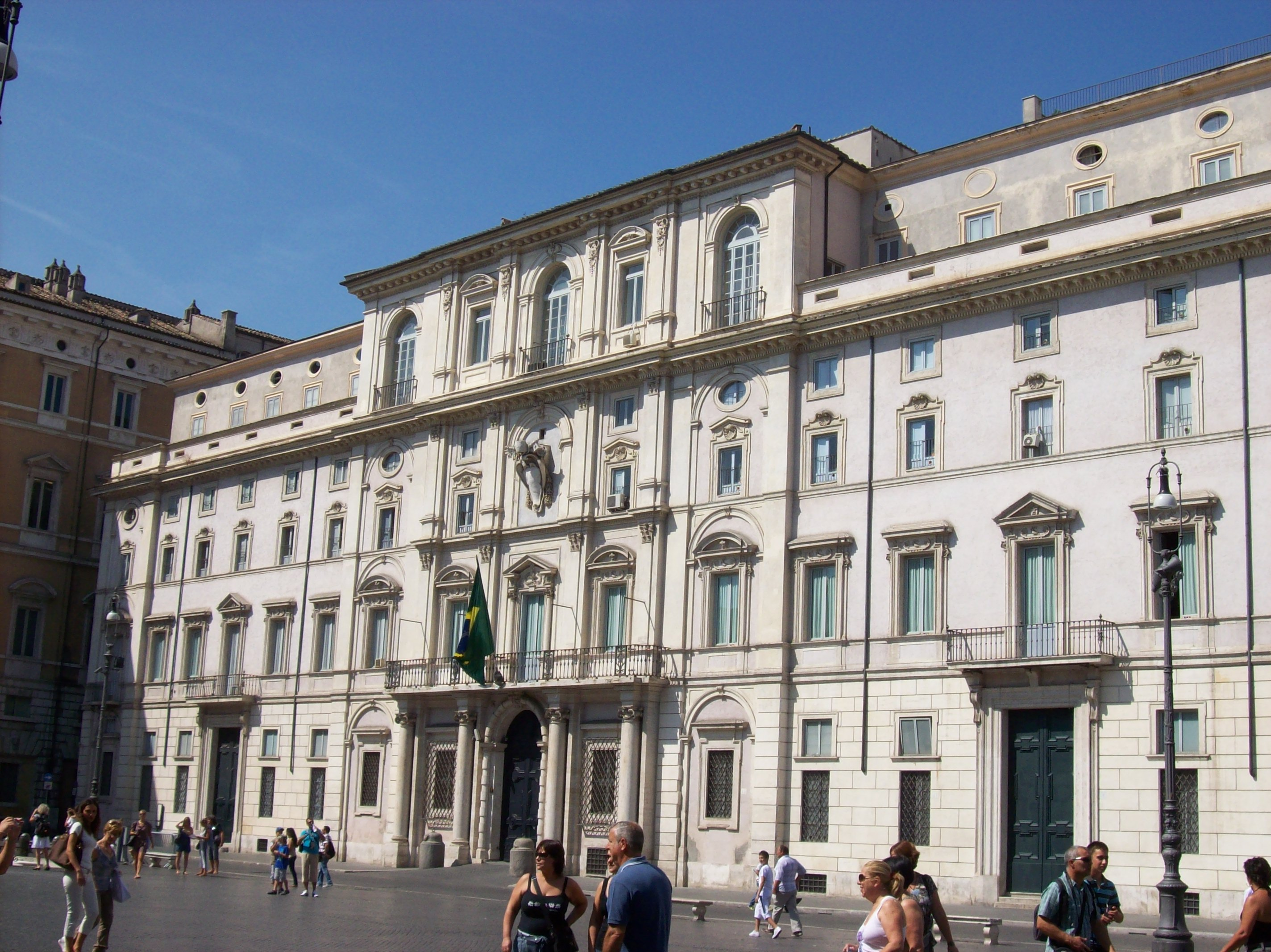
Palazzo Pamphil di piazza Navona (Roma)

Originaria di Gubbio, la famiglia Pamphilj era già affermata in ambito ecclesiastico con Girolamo, nominato cardinale nel 1604 da papa Clemente VIII. La definitiva ascesa nella società del tempo e, più in particolare, nella nobiltà romana, avvenne tuttavia con Giovan Battista Pamphilj, il quale, già nunzio apostolico a Napoli tra il 1621 e il 1625, fu nominato papa nel 1644 col nome di Innocenzo X, rimanendovi in carica fino alla sua morte, avvenuta nel 1655. Questi fu quindi l'iniziatore della collezione con la raccolta delle prime opere d'arte, per lo più dipinti di matrice devozionale del Cavalier d'Arpino e di Francesco Albani.
Il palazzo di piazza Navona a Roma costituiva in quel momento l'edificio di rappresentanza: fu realizzato nel 1630 in sostituzione di preesistenti fabbricati di proprietà della famiglia e venne chiamato per le decorazioni interne Pietro da Cortona, il quale compì nella galleria, tra il 1651 e il 1654, il grande ciclo di affreschi con le Storie di Enea. Al suo interno dimoravano papa Innocenzo X e suo fratello Pamphilio Pamphilj con la moglie, Olimpia Maidalchini, personalità quest'ultima molto influente nella Roma del tempo, che avrà un ruolo determinante anche nelle logiche familiari interne dei Pamphilj. Il papa in quegli anni si occupò di restaurare non solo il suddetto palazzo, ma anche tutta la piazza antistante l'edificio, chiedendo a Gian Lorenzo Bernini la realizzazione di un'opera da collocare al centro dello spazio, utile anche a testimoniare il successo "morale" del pontefice; per l'occasione fu dunque compiuta dallo scultore la fontana dei Quattro Fiumi, realizzata tra il 1648 e il 1651.
La famiglia entrò in possesso del palazzo romano di via del Corso solo nel 1647 (dopo aver dimorato per un breve periodo nella villa Aldobrandini di Frascati) edificio innalzato nel Cinquecento per volontà del suo primo proprietario, il cardinale Santoro, poi passato ai Della Rovere e poi, nel 1601, agli Aldobrandini. L'edificio pervenne infatti tra le proprietà Pamphilj con il matrimonio nello stesso anno tra Olimpia Aldobrandini e Camillo Francesco Maria Pamphili, figlio di Pamphilio e Olimpia Maidalchini, quindi nipote di papa Innocenzo X.

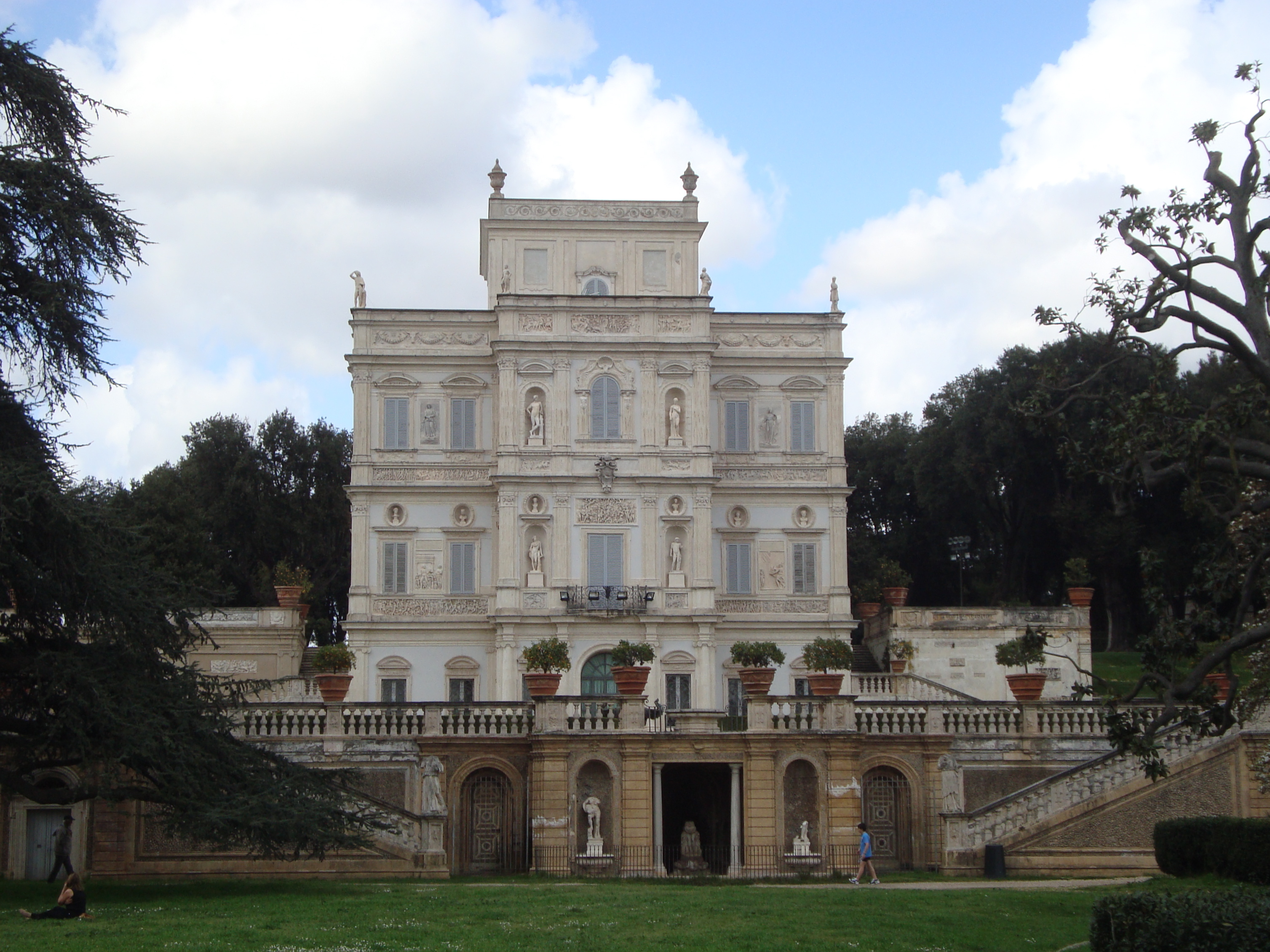
Villa Pamphilj al Gianicolo (Roma)

Con l'acquisizione per dote del palazzo di via del Corso, furono realizzati nel contempo anche lavori di ammodernamento degli ambienti interni, in particolare furono realizzati quelli che si affacciano sul cortile del Collegio Romano, il cosiddetto Appartamento Nuovo. Al suo interno ebbero dimora Camillo Francesco e la moglie Olimpia, seguitati nei secoli successivi anche dai figli di questi e da tutta la dinastia che succederà nel tempo. Il palazzo di piazza Navona, infatti, dopo Innocenzo X e Pamphilio Pamphilj con famiglia, perderà sempre più peso nelle dinamiche familiari, con le opere raccolte fino a quel momento e ivi custodite che, una volta ereditate da Camillo Francesco, verranno di volta in volta spostate tra le varie residenze della famiglia, in particolar modo tra quella del Corso e quella del Gianicolo.

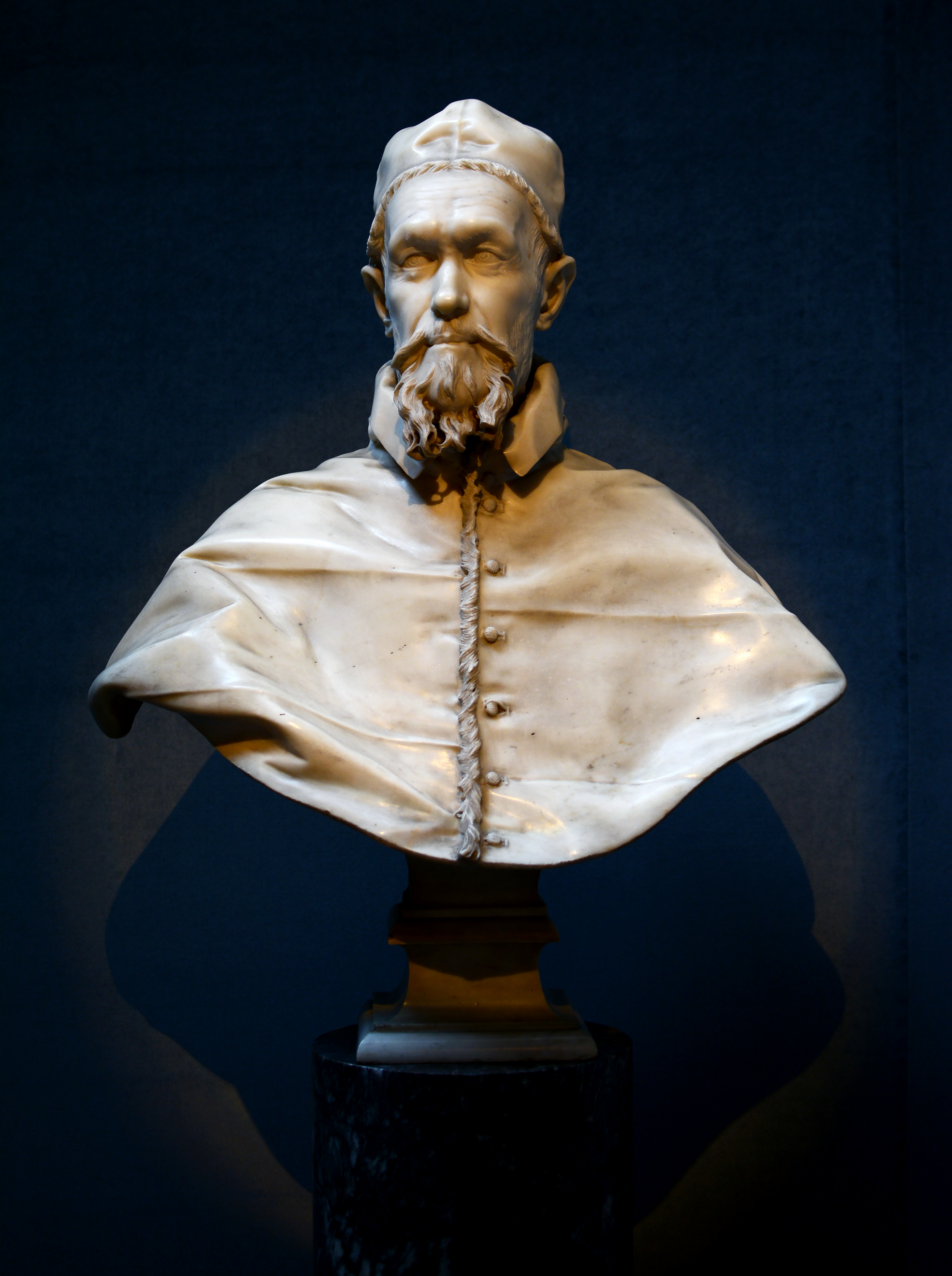
Busto di papa Innocenzo X, Gian Lorenzo Bernini (Galleria Doria Pamphilj)

Il capolavoro della collezione, secondo l'opinione generale, era sin dal principio il Ritratto di papa Innocenzo X, opera di Velázquez (oggi alla Galleria Doria Pamphilj), registrato in un inventario del 1666 (anno della morte di Camillo Francesco) proprio nel fabbricato su piazza Navona. La commessa spettò con ogni probabilità al papa stesso, forse su indicazione della cognata Olimpia Maidalchini, nonché sua stretta confidente e consigliere e, secondo alcuni, amante. Il ritratto fu eseguito verso il 1650 e venne ritenuto dal pontefice stesso "Troppo vero!" per la grande qualità d'esecuzione. Allo stesso giro di anni risalgono inoltre altri due capolavori della ritrattistica, entrambi scultorei e destinati sempre all'edificio su Navona: uno venne richiesto, sempre per fini elogiativi del nuovo papa, a Gian Lorenzo Bernini, il quale eseguì il busto in cui è ritratto il pontefice (lo scultore era già avvezzo a questo tipo di opere avendo eseguito al tempo già i ritratti di papa Paolo V, di papa Urbano VIII, di Scipione Borghese e di altri illustri prelati), dove per l'occasione vennero realizzate due versioni coeve del 1650, in quanto la prima presentò un difetto marmoreo accidentale (entrambe oggi alla Galleria Doria-Pamphilj); un altro venne invece compiuto tra il 1646 e il 1647 da Alessandro Algardi, che realizzò il Busto di Olimpia Maidalchini (oggi anche questo alla Galleria Doria-Pamphilj). Tra il 1652 e il 1653, intanto, entrarono nella raccolta del palazzo di piazza Navona anche opere di Guercino, donate dal marchese Albergati, come il Martirio di sant'Agnese e il San Giovanni Battista alla fonte (entrambe oggi alla Galleria Doria Pamphilj).
Il successo economico e sociale che investì la famiglia durante gli anni del pontificato di Innocenzo X è testimoniato anche da altri edifici acquistati o realizzati ex novo durante lo stesso periodo, come il palazzo di Valmontone, acquistato dal cardinal-nipote Camillo Francesco nel 1650 circa e utilizzato come residenza estiva della famiglia, quello di Nettuno, o come la sontuosa villa del Gianicolo, cosiddetta "del Belrespiro", acquistata già da Pamphilio Pamphilj il 23 ottobre 1630, ma riprogettata come villa Nuova dallo scultore Alessandro Algardi e dal pittore Giovanni Francesco Grimaldi, che vi lavorarono tra il 1644 e il 1652.

#### La collezione del cardinal-nipote Camillo Francesco Pamphilj

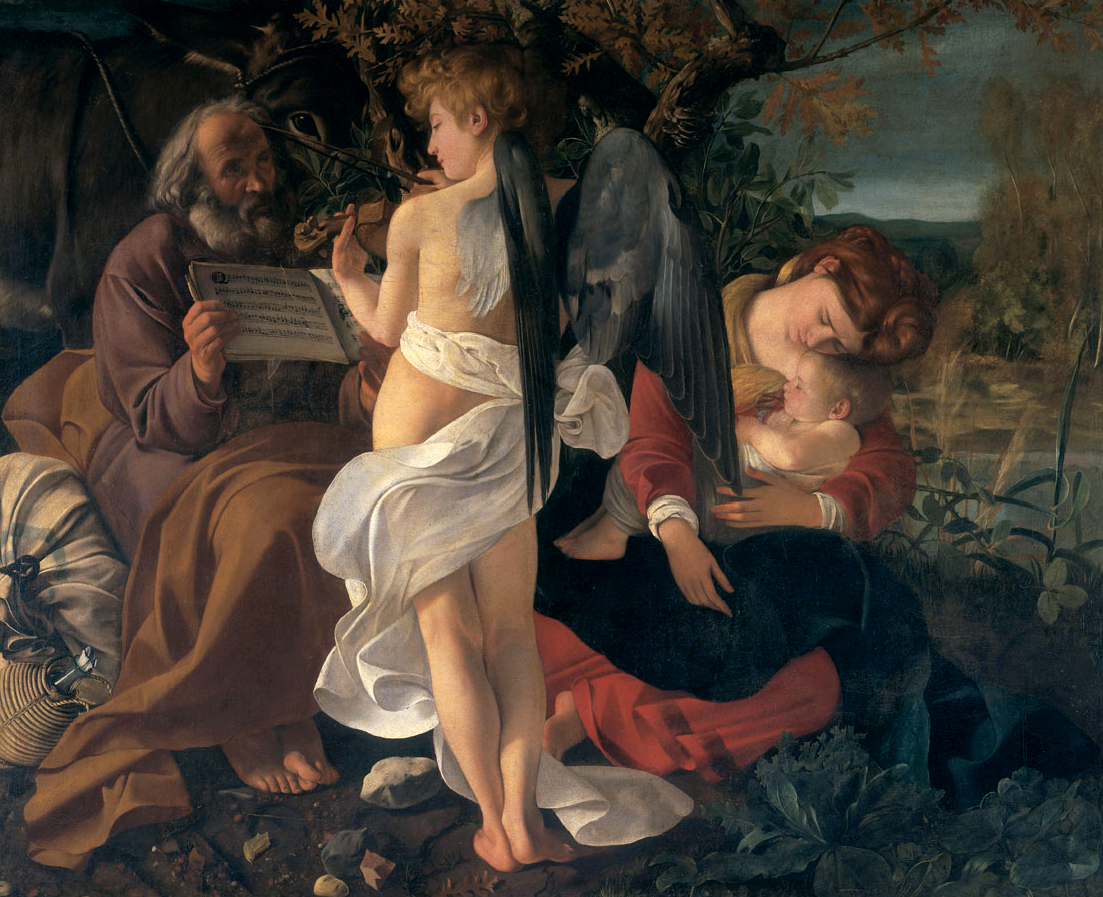
Riposo durante la fuga in Egitto, Caravaggio

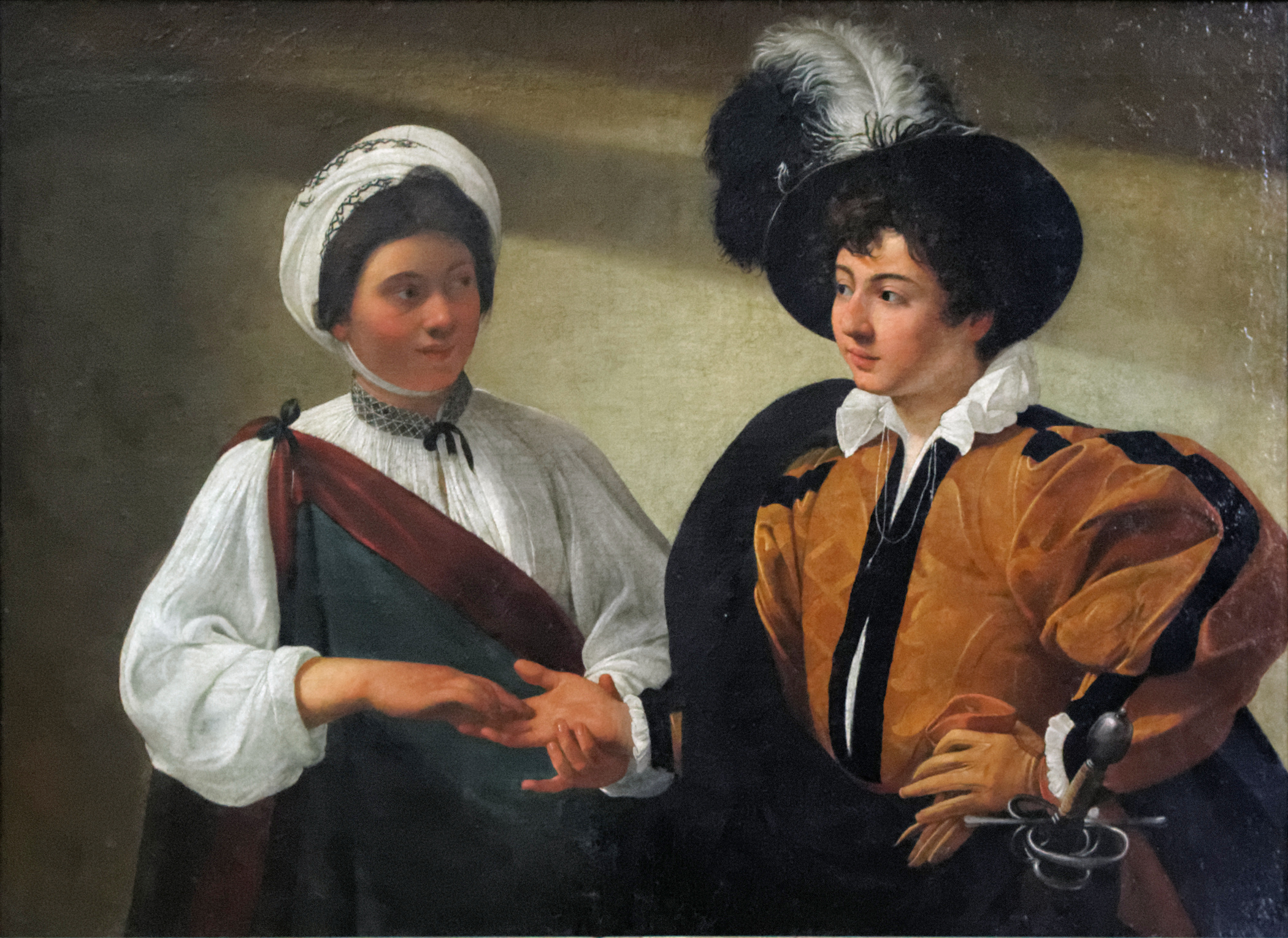
Buona Ventura, Caravaggio

Con la salita al trono papale di Innocenzo X, nel 1644, questi istituì un primo fidecommisso allo scopo di vincolare le opere al nipote, Camillo Francesco Pamphilj, cardinale e principe di San Martino al Cimino, figlio di Pamphilio Pamphilj e Olimpia Maidalchini (la coppia avrà anche altre due figlie, Costanza e Maria, che andrà in nozze con Andrea Giustiniani, I principe di Bassano). Costui, oltre a ereditare le opere raccolte dagli esponenti della famiglia in occasione della loro morte, Innocenzo X morì nel 1655 mentre la madre nel 1657, dalla cui collezione di lei pervennero diverse opere (come l'Ermina che ritrova Tancredi ferito del Guercino), fu il vero selezionatore e mecenate d'arte che, massivamente, si adoperò nel mercato per accaparrare quante più opere possibili secondo i propri gusti personali.

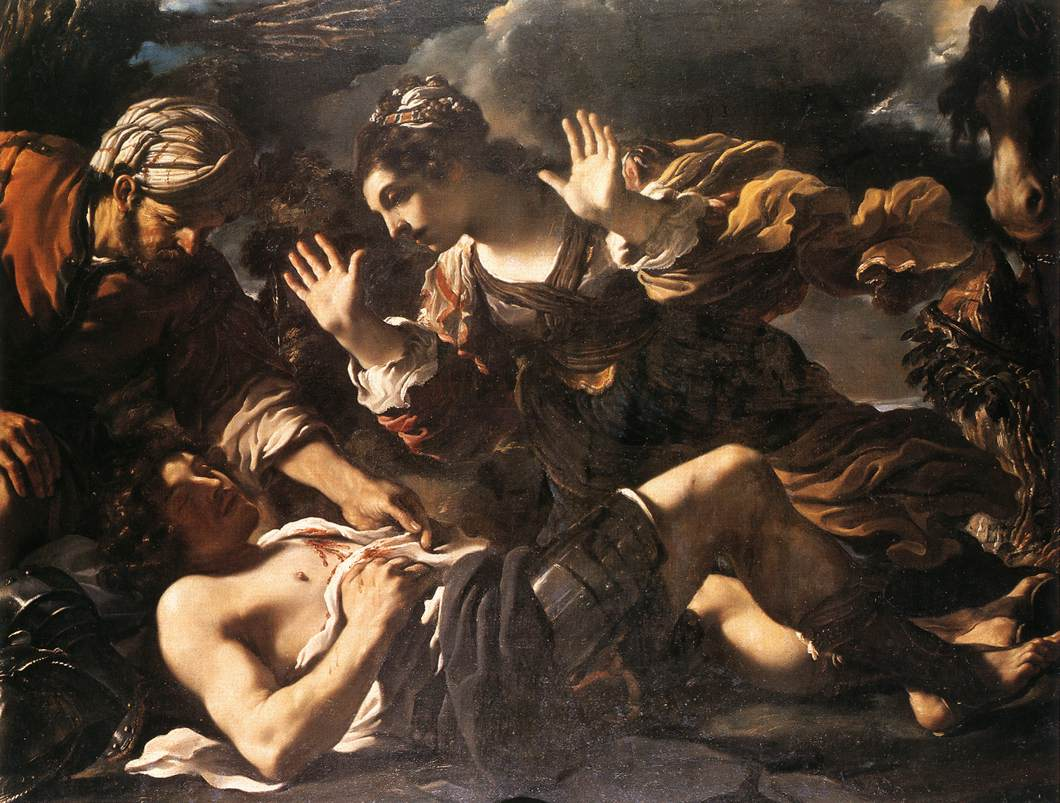
Guercino, Erminia ritrova Tancredi ferito

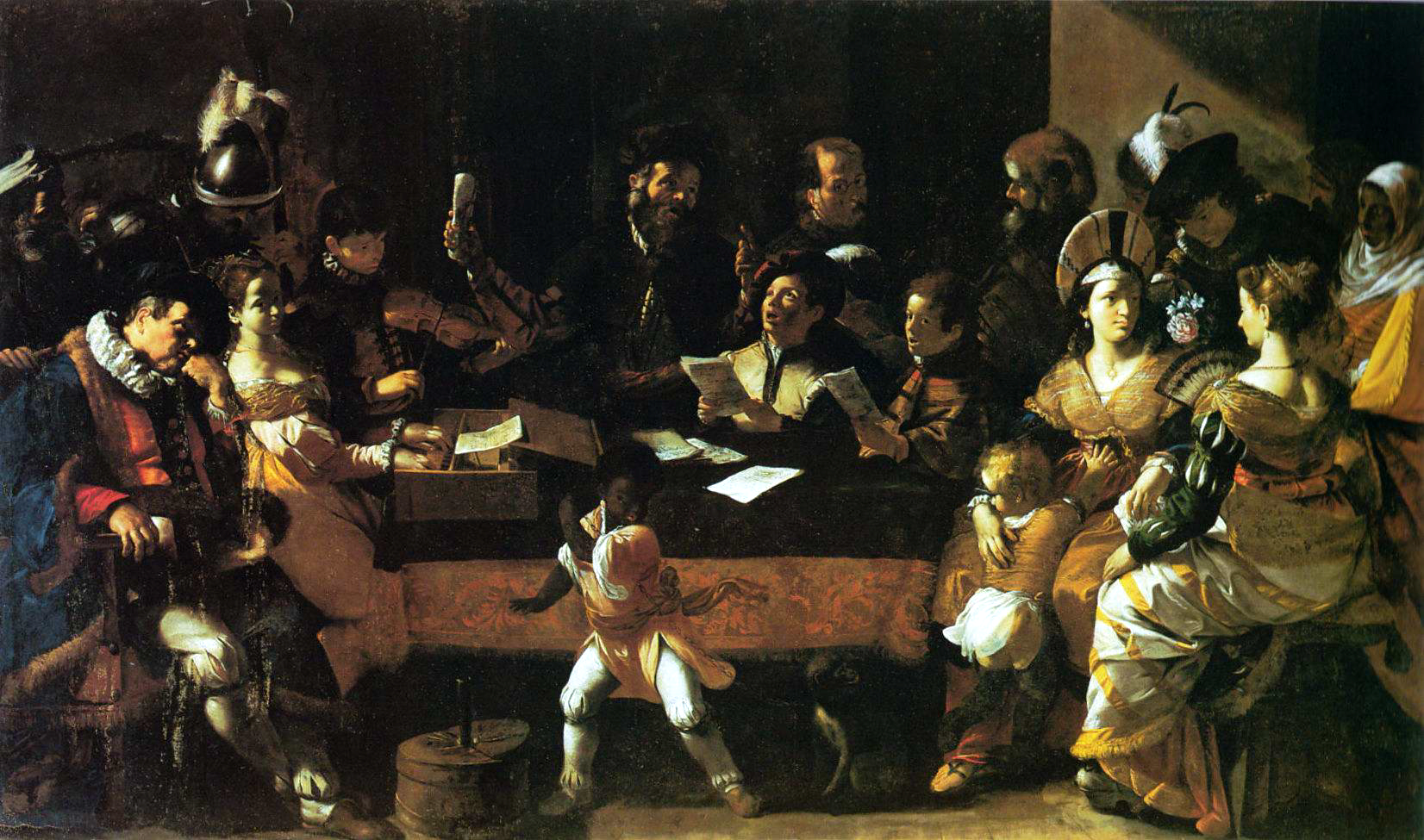
Concerto, Mattia Preti

A Camillo Francesco (più specificatamente alla madre, Olimpia Maidalchini) si devono gli inserimenti nella raccolta di almeno quattro opere del Caravaggio, di cui una prima, il San Giovanni Battista, in pendant con la sua "replica" caravaggesca (entrambe oggi alla Galleria Doria Pamphilj), fu lasciate dal cardinale Filonardi nel 1644 di sua sponte, mentre la Buona Ventura (oggi al Louvre di Parigi, in quanto poi donata successivamente a Luigi XIV), la Maddalena penitente e il Riposo durante la fuga in Egitto, furono acquistate per appena 90 scudi nel 1650 dalla collezione di Caterina Vittrice, la quale ebbe in eredità diverse opere raccolte dal fratello, il vescovo Alessandro. Anche se questa pare essere l'ipotesi universalmente più accreditata da parte della critica, tuttavia non vi è certezza assoluta che le due opere oggi nella Galleria Doria Pamphilj siano effettivamente di provenienza Vittrice, in quanto nella collezione Aldobrandini, che in gran parte sarà donata a Giovan Battista nel 1681 dalla madre Olimpia, sono segnalate due opere di pari soggetto assegnate anch'esse al Merisi.
Sempre a Camillo si devono anche gli acquisti di svariate opere caravaggesche di autori come Matthias Stomer, Wolfgang Heimbach, Mattia Preti, di cui il San Giovanni Battista e la Maddalena penitente acquistate entrambe nel 1657 per 300 scudi, Carlo Saraceni, Giacomo Massa, nonché di altre di natura fiamminga, come le svariate tavole di Pieter Brueghel il Vecchio e Jan Brueghel il Vecchio, acquistate nel mercato di Parigi tra il 1654 e il 1656, e infine di tavole di piccolo formato della scuola italiana del Quattrocento. Il principe era un buon collezionista seppur non mancavano alcune pecche nella sua attività di mecenate, infatti era ritenuto di «borsa [...] assai ritenuta, e delicata», in quanto era noto per pagare in maniera non adeguata le opere e le commesse che avanzava. Altra caratteristica del cardinale era che questi non si circondò dei grandi maestri (riconosciuti tali al tempo) del Seicento romano, come i classicisti Guido Reni o i barocchi Guercino, due tra i più noti autori attivi in quegli anni a Roma, bensì si dimostrò proiettato per lo più alla pittura paesaggistica, circondandosi quindi di opere di Claude Lorrain, Herman van Swanevelt, Paul Bril e Jan de Momper.
Per le decorazioni ad affresco delle residenze familiari che man mano si andavano innalzando o ammodernando negli anni a cavallo tra il 1654 e il 1658, invece, Camillo Francesco impiegò per la loro decorazione il lavoro di autori "minori": ad esempio nel palazzo di Valmontone, tra il 1657 e il 1661, ricevettero l'incarico di eseguire gli affreschi artisti quali Pier Francesco Mola, Gaspard Dughet, Guillaume Courtois e Francesco Cozza, seppur tra il 1661 e il 1664 ebbe la commessa addirittura Mattia Preti, che vi realizzò l'Allegoria dell'Aria sulla volta della sala omonima.
Nel primo inventario di opere, stilato nel 1650, risultano registrati più di 300 dipinti, organizzati tra la villa del Belrespiro, dov'erano segnalate le due del Saraceni, il San Rocco e il San Giovanni Battista, il palazzo del Corso e quello di piazza Navona, dove erano i due busti di Innocenzo X (del Bernini) e quello di Olimpia Maidalchini (dell'Algardi), nonché il ritratto del pontefice di Velzquez, e dove, inoltre, da lì a breve, sarebbe avvenuta la commessa a Pietro da Cortona, al quale si avrebbe dato compito di realizzare il grande ciclo della volta della galleria, con le Storie di Enea. Il cospicuo numero di tele inventariate nella collezione non fu dovuto solo alle commesse o agli acquisti effettuati da Camillo Francesco e papa Innocenzo X, ma anche a donazioni o lasciti in blocco da altre collezioni che sono poi entrate a far parte di quella Pamphilj, tra cui quelle Bentivoglio, Barberini, Chigi, Colonna, Filonardi.
Un ulteriore inventario dei beni Pamphilj venne poi stilato alla morte di Camillo Francesco, nel 1666.

#### La collezione sotto Giovan Battista e Benedetto Pamphilj

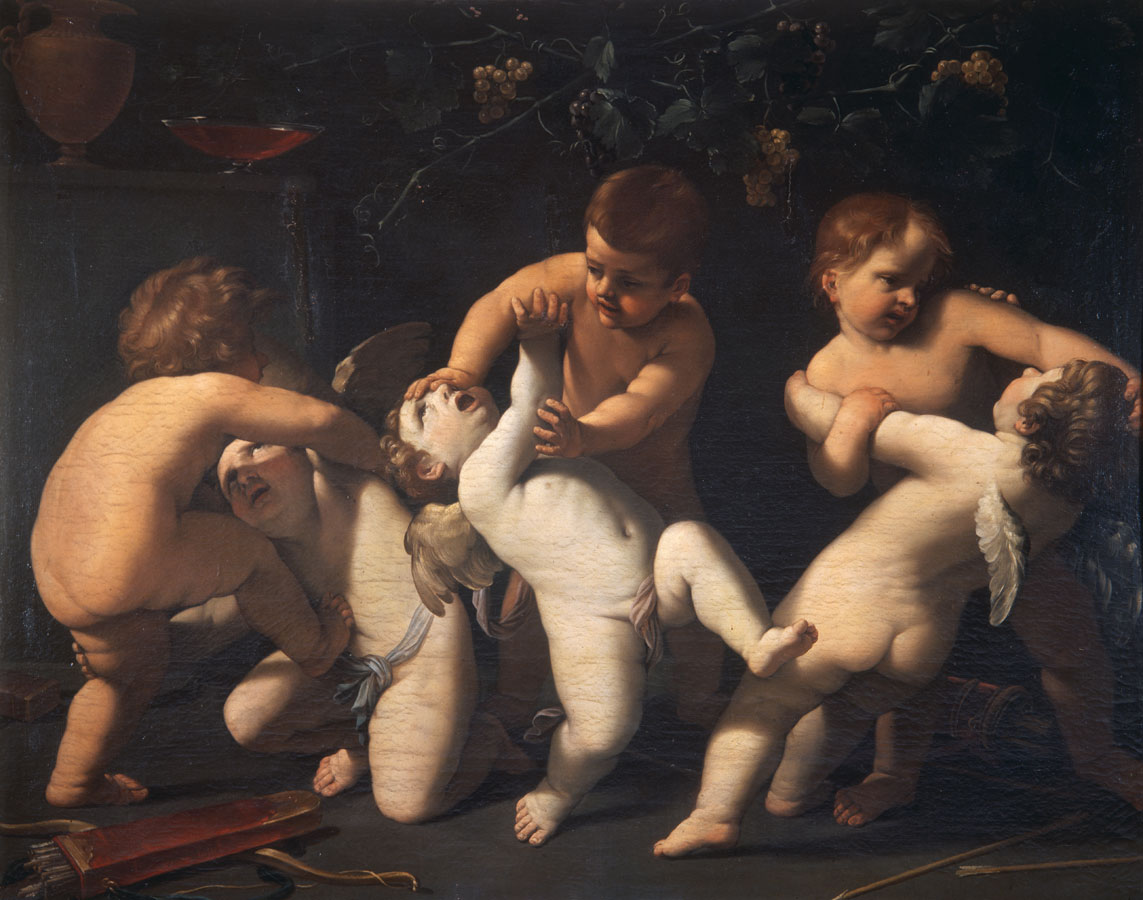
Lotta di putti, Guido Reni

I due figli di Camillo Francesco e Olimpia, Giovanni Battista Pamphilj, II principe di San Martino al Cimino e Valmontone e il cardinale Benedetto, continuarono dalla fine del XVII secolo e fino ai primi decenni del XVIII, a collezionare opere, commissionate o acquistate, in linea con quello che fu l'indirizzo del padre.
Grazie al cardinale Benedetto, personalità molto colta che rivestì un ruolo di primo piano nella vita culturale e artistica romana del XVII e XVIII secolo, testimoniata anche dall'appartenenza alla prestigiosa accademia dell'Arcadia, con una propensione anche per l'opera lirica, entrarono nella raccolta Pamphilj opere di natura fiamminga e soprattutto reperti archeologici rinvenuti durante gli scavi eseguiti tra Anzio, Albano Laziale e Nettuno (località quest'ultima in cui il prelato aveva abituale dimora nel palazzo di famiglia), che poi per sua volontà furono successivamente spostati nella villa di Belrespiro a Roma.
Giovan Battista, invece, continuò a raccogliere un cospicuo numero di tele paesaggistiche o comunque ad acquistare opere già in altre collezioni, come alcune provenienti dalla raccolta Ludovisi, che venivano disposte per lo più tutte sul palazzo di via del Corso. Tuttavia gli aspetti più rilevanti della sua attività di mecenate si ebbero con l'acquisizione di due collezioni: una, avuta in dote dalla moglie Violante Facchinetti, comprendente opere quali il San Girolamo e la Susanna e i vecchioni di Annibale Carracci, la Lotta di putti di Guido Reni, nonché una serie di tele di Francesco e Jacopo Bassano (oggi tutte alla Galleria Doria Pamphilj), l'altra acquisita per eredità dalla madre, Olimpia Aldobrandini, che costituirà il momento più importante per lo sviluppo della collezione Pamphilj.

#### Il lascito della collezione Aldobrandini (1681)

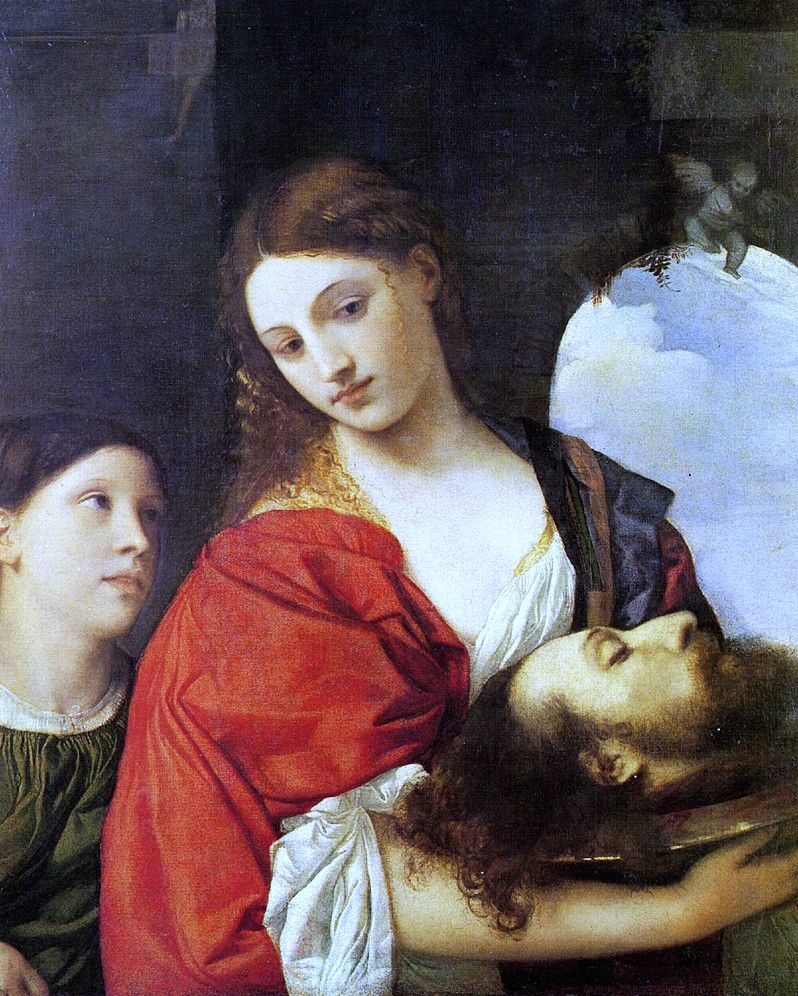
Salomé con la testa del Battista, Tiziano

La famiglia Pamphilj acquisì per dote, grazie al matrimonio di Olimpia Aldobrandini con Camillo Francesco nel 1647, il palazzo di su via del Corso; un anno dopo la morte della nobile (deceduta nel 1681) avvenne l'ingresso nella raccolta Pamphilj di una fetta della cospicua collezione d'arte della donna (mentre un'altra parte, in misura più ridotta, fu donata ai figli avuti in prime nozze con Paolo Borghese, che andrà poi a nutrire per l'appunto la collezione Borghese), tra le più notevoli del tempo, oltre che svariate proprietà immobiliari dissipate nel territorio emiliano.

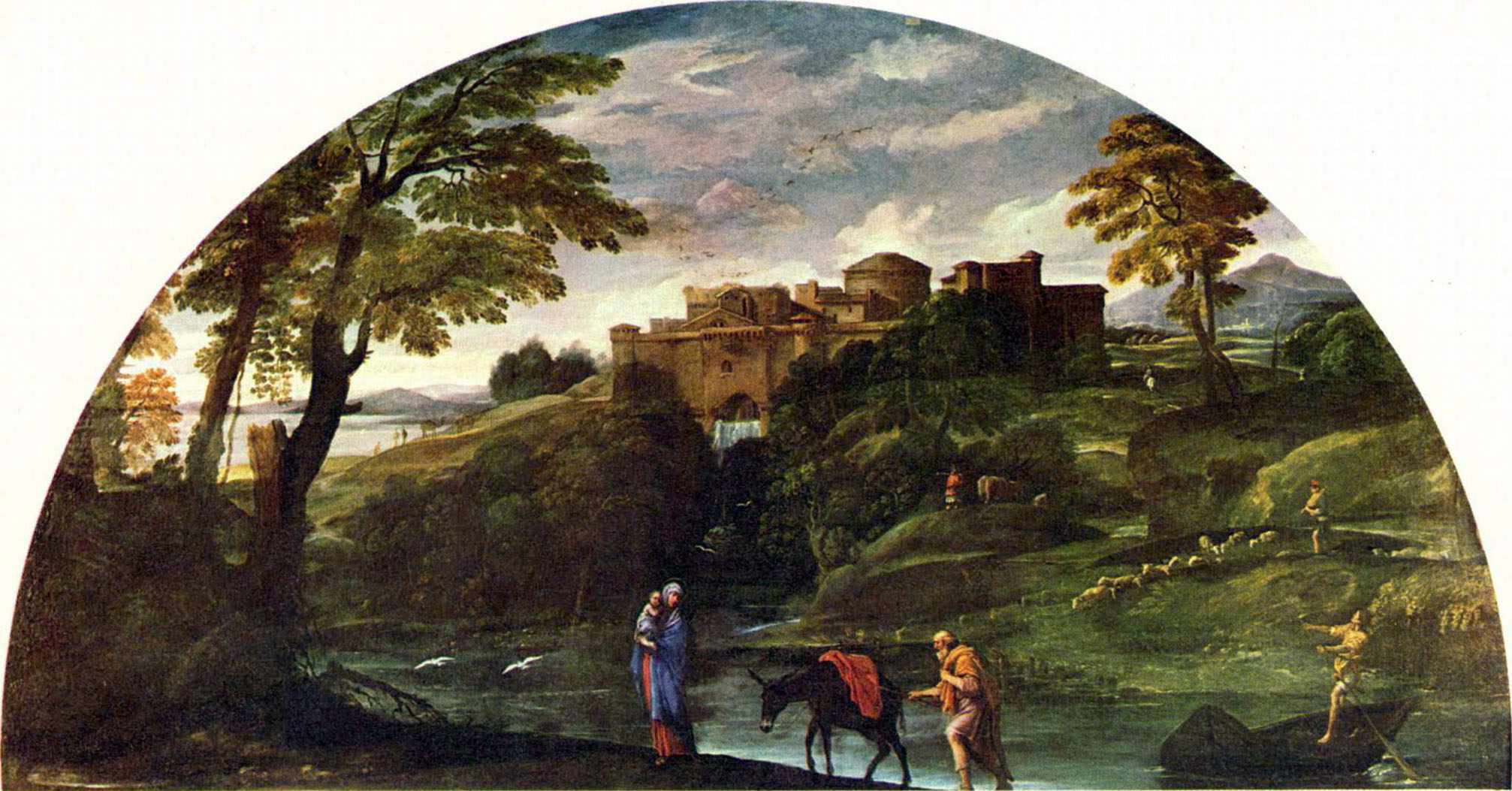
Paesaggio con la fuga in Egitto, Annibale Carracci

Le opere che erano in collezione Aldobrandini, quest'ultima già nota e prestigiosa nel Cinquecento grazie all'acquisizione a sua volta di opere provenienti dalla collezione d'Este, e che poi sono confluite nella collezione Pamphilj (circa un centinaio di dipinti) erano per quantità e qualità decisamente più rilevanti di quelle collezionate fino a quel momento dal papa, dal cardinal-nipote Camillo Francesco e dai figli Giovanni Battista e Benedetto (seppur fa eccezione il capolavoro del Velazquez).
Con il lascito pervennero nella raccolta romana opere di Raffaello, di cui il Ritratto di Andrea Navagero e Agostino Beazzano, di Domenico Beccafumi, Giovanni Bellini, di cui il Festino degli dei (oggi alla National Gallery di Washington), Jan Brueghel il Vecchio, Giuliano Bugiardini, Ludovico Carracci, del Correggio, di cui il bozzetto dell'Allegoria della Virtù, del Parmigianino, di cui le due tavole della Natività e della Madonna col Bambino, di Andrea Mantegna, di cui l'Adorazione dei pastori (oggi al MET di New York), e infine di Tiziano, di cui la Salomé con la testa del Battista, che costituirà uno dei pezzi più pregiati dell'intera collezione, e Il Bacco e Arianna (oggi alla National Gallery di Londra).
Tra i dipinti donati vi erano anche alcuni del Caravaggio, di cui il Riposo durante la fuga in Egitto, la Maddalena penitente e forse anche le Sante Marta e Maddalena, questa che risulta inventariata a Magnanapoli fino al 1797, per poi passare in altra collezione privata in un momento non ancora precisato; tuttavia la mancanza di informazioni precise circa gli autori dell'inventario Aldobrandini e la similitudine con i titoli delle opere già in collezione Vittrice acquistate da Olimpia Maidalchini e Camillo Francesco nel 1650 non consentono di chiarire con certezza se queste tele Aldobrandini erano copie o originali, né si sa se le due opere oggi giunte alla Galleria Doria Pamphilj siano quelle effettivamente già Aldobrandini, ancorché la critica più recente afferma che si trattino di quadri provenienti dalla collezione Vittrice.
Tra le principali opere trasferite vi era poi il gruppo di lunette (cosiddette Lunette Aldobrandini) con le Storie di Cristo, della cerchia di Annibale Carracci, di cui autografe sono il Paesaggio con la fuga in Egitto e il Paesaggio con la Sepoltura di Cristo, e le quattro assegnate a Francesco Albani, quindi il Paesaggio con l'Assunzione della Vergine, il Paesaggio con la Visitazione, il Paesaggio con l'adorazione dei Pastori e il Paesaggio con l'Adorazione dei Magi (oggi tutte alla Galleria Doria Pamphilj).
Nel 1683 Giovan Battista acquisì, sempre in eredità dalla madre, anche la villa Aldobrandini di Frascati e quella sul Quirinale a Magnanapoli.

### Settecento

#### Il trasferimento delle antichità nella collezione Albani
Due inventari del 1708 e del 1718 descrivono lo stato dell'arte per quanto concerne le opere antiche inserite nella Villa Pamphilia, testo che catalogava tramite incisioni i 22 ritratti e le circa 50 statue presenti nelle raccolte familiari, rinvenute per lo più negli scavi della villa di Belrespiro.
Di questo nucleo di opere, arricchite intorno al 1682 e anche nei primi del Settecento, molte sono state trasferite nella collezione Albani, confluendo quindi successivamente nelle raccolte dei Musei Capitolini dal 1733, mentre altre finirono nelle collezioni germaniche o in quelle d'oltralpe. Non si sa il motivo per cui avvenne questa alienazione, se per motivi economici o per motivi di cortesia verso il cardinal nipote del papa regnante. Di fatto le opere trasferite dall'una all'altra raccolta erano: il bassorilievo con Perseo e Andromeda, un altro con la caccia calidonia (che però è moderno), il sarcofago col mito di Prometeo, la statua con Leda e il cigno, la testa di Nerva, il ritratto di Omero, quello di Lucio Vero e svariati altri busti.

#### L'estinzione della famiglia Pamphilj

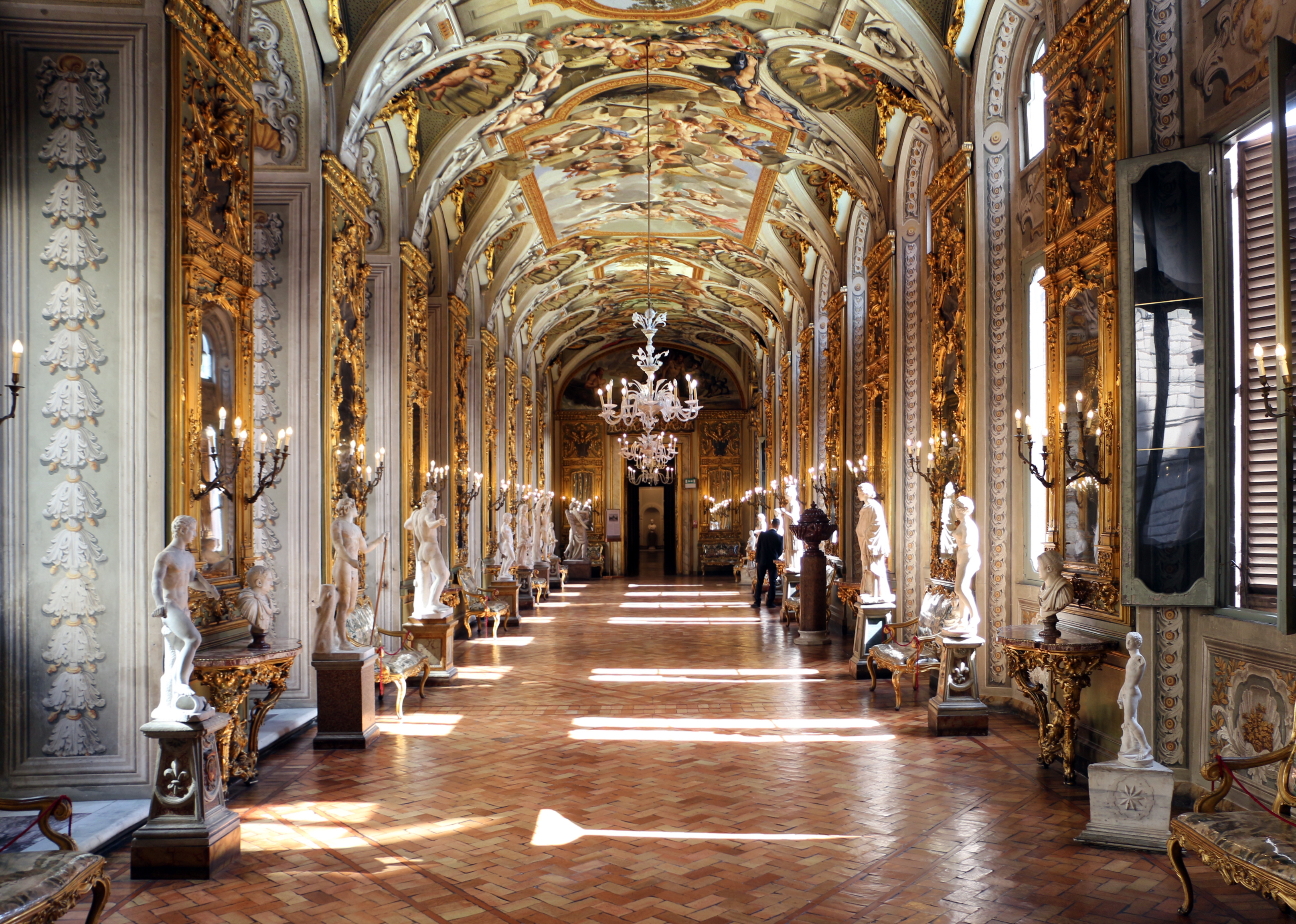
Galleria degli Specchi, palazzo Pamphilj di via del Corso (Roma)

Girolamo Pamphili, IV principe di San Martino al Cimino e Valmontone, assieme al fratello maggiore Camillo Filippo, morti il primo nel 1760 e il secondo nel 1747, entrambi figli di Giovanni Battista e Violante Facchinetti, costituiscono l'ultima linea maschile Pamphilj.

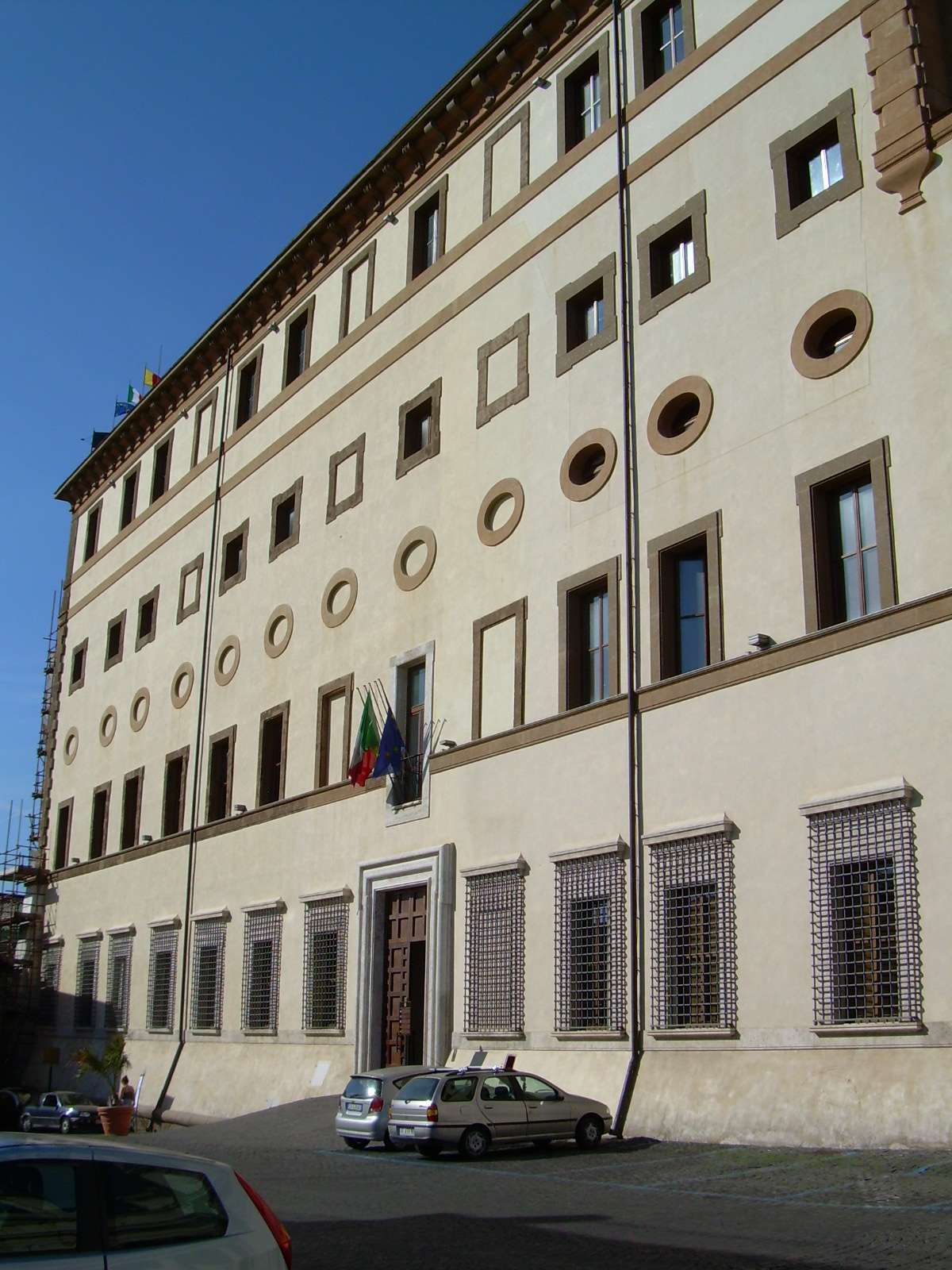
Palazzo Pamphilj di Valmontone

Camillo Filippo fu proattivo nell'acquisizione delle lastre dipinte da Giuseppe Maria Crespi con le Storie di Bertoldo e inoltre si occupò tra il 1725 e il 1735 di seguire i lavori di ammodernamento richiesti per il palazzo su via del Corso: furono infatti erette altre ali dell'edificio e furono realizzati diversi cicli di affreschi lungo le pareti e le volte del medesimo, su tutti il ciclo che decora la galleria degli Specchi con le Storie di Ercole di Aureliano Milani, databili al 1732. Al 1734-1736 risalgono invece i motivi a grottesche (chinoiserie) lungo le pareti dei corridoi, opera di Ginesio Del Barba, mentre altre decorazioni floreali sui soffitti di svariate sale del palazzo furono opera del 1735 di Pompeo Aldobrandini. Tra le opere pittoriche più notevoli invece, a Camillo Filippo si deve il reperimento nel 1743 (per donazione dal cardinale Pico della Mirandola) del Concerto di Lionello Spada (oggi alla Galleria Borghese).
Girolamo, di contro, continuò l'accaparramento di opere paesaggistiche e ebbe il merito di riuscire a reperire la serie dei Sette Sacramenti di Nicolas Poussin (oggi sparsa in svariati musei del mondo) dalla collezione di Cassiano dal Pozzo, seppur per breve tempo (dal 1732 al 1743), in quanto il "bottino" fu poi riscattato dalla sua proprietaria (erede di Cassiano), Maria Laura dal Pozzo.
Nel 1760 la famiglia Pamphilj si estinse con la morte di Girolamo Pamphili (Camillo Filippo morì già nel 1747); pertanto i titoli e le proprietà del casato furono inclusi (a seguito anche di una controversia in tribunale con le famiglie Borghese e Colonna che in qualche modo erano storicamente imparentate anch'esse con i Pamphilj) tra i possedimenti della famiglia di origine genovese Doria-Landi (a loro volta frutto dell'unione di altre due famiglie), i quali acquisirono i successi della famiglia romana grazie alle nozze intercorse già nel 1671 tra Anna Pamphilj (figlia di Camillo Francesco e Olimpia Aldobrandini, quindi sorella del principe Giovanni Battista e del cardinale Benedetto) e Giannandrea III Doria-Landi.

#### La collezione sotto il casato Doria

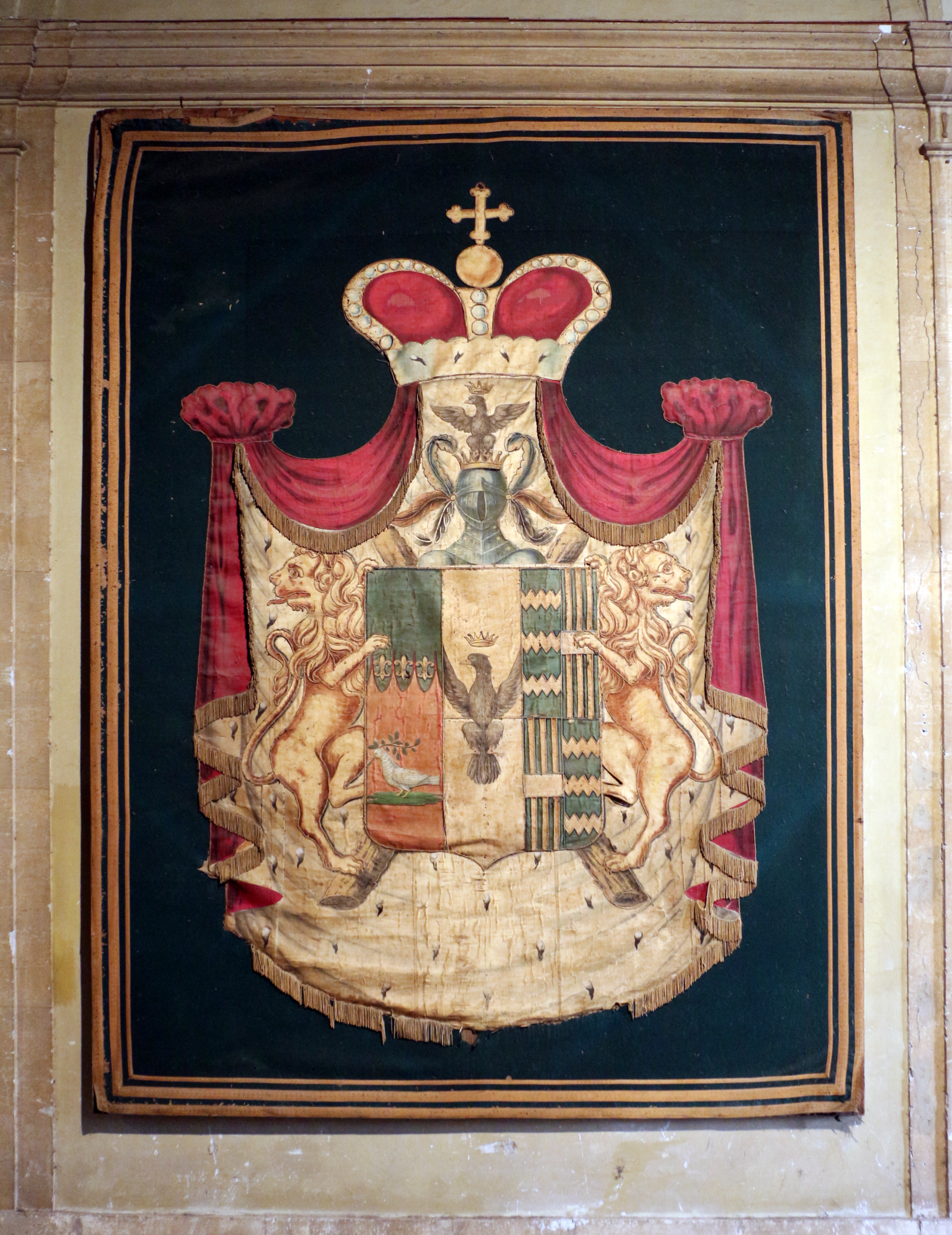
Lo stemma Doria-Landi-Pamphilj, di cui i simboli rispettivamente al centro, a destra e a sinistra

La fusione tra la famiglia romana e quella genovese si concretizza nel 1763 con il trasferimento nella capitale pontificia del figlio di Anna e Giannandrea III, Giannandrea IV, e soprattutto del figlio di quest'ultimo, Andrea Doria Landi Pamphili (che succederà al padre nel 1764 dopo l'improvvisa morte di questi). Con il loro arrivo al palazzo di via del Corso si inaugura una nuova fase decorativa dell'edificio, dove su tutti si segnala l'intervento del 1768 di Stefano Pozzi, che compi una serie di tre tele lungo le pareti della galleria degli Specchi, nelle quali rappresentò gli elementi naturali (Terra, Acqua e Fuoco). Intorno al 1765-1770 la collezione d'arte fu quindi riorganizzata in ordine ad un progetto espositivo studiato dall'architetto Francesco Nicoletti, che rispondeva sia alla moda del momento, dove i quadri erano organizzati "ammassati" tra loro senza lasciare spazi vuoti, sia ad una esigenza estetica, che voleva che si riempissero le pareti il più possibile.
Con la scomparsa del ramo originario Pamphilj la collezione subì diverse dismissioni che hanno interessato un cospicuo numero pezzi, pratica comunque già avviata alla morte di Camillo Filippo, di cui l'inventario del 1747 registra infatti solo 200 opere circa nella raccolta, delle quali un gran numero di queste erano provenienti dalla collezione Aldobrandini.
Nel 1769 la villa Aldobrandini di Frascati e molte opere già in collezione, tra cui il Concerto di Lionello Spada (oggi alla Galleria Borghese di Roma), l'Adorazione dei pastori di Andrea Mantegna (oggi al MET di New York), il Festino degli dei di Giovanni Bellini e il Bacco e Arianna del Tiziano (queste due oggi alla National Gallery di Washington la prima, in quella di Londra la seconda), furono prelevate dalla famiglia Borghese (che intanto rivendicarono con successo i titoli Aldobrandini, in quanto anche loro avevano discendenza, tramite Giovanni Battista, da Olimpia, acquisendone i diritti).

### Ottocento e Novecento

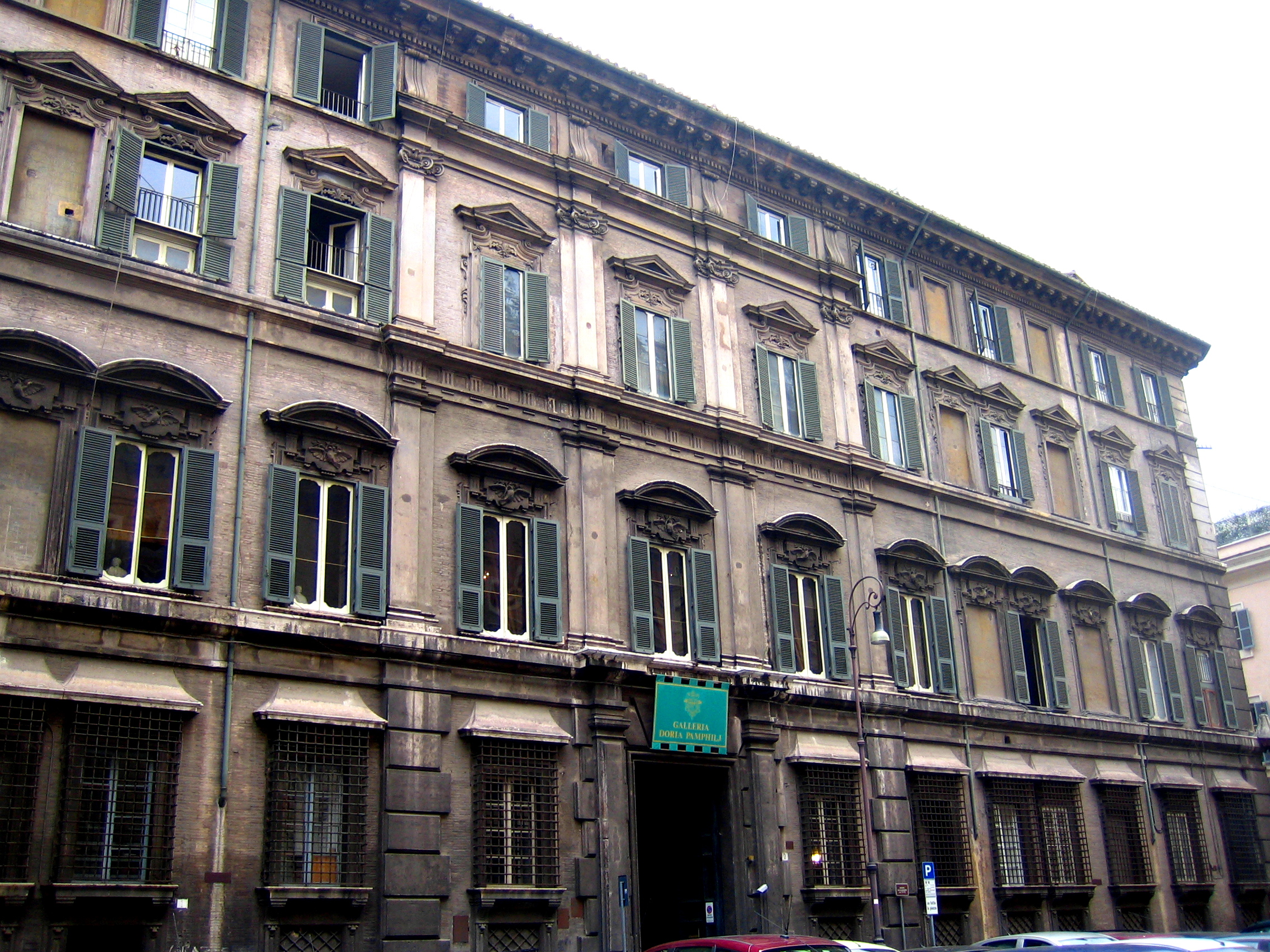
Palazzo Pamphilj di via del Corso (Roma), sede della Galleria Doria-Pamphilj

Nel corso dell'Ottocento furono eseguiti alcuni lavori nel palazzo Pamphilj del Corso: l'architetto Andrea Busiri Vici realizzò diversi camerini lungo l'asse del corridoio che affaccia su via del Corso, dove uno di questi fu dedicato ad ospitare il Ritratto di Innocenzo X di Velazquez.
Nel 1819 venne istituito l'ultimo fidecommesso dedicato alla collezione, ancora valido fino al XIX secolo, del cui vincolo risultavano interessati 584 dipinti. A ridosso degli anni '50 del XIX secolo la collezione si arricchì con la famiglia Doria di diverse opere del Quattrocento europeo che, ancora oggi, costituiscono alcuni dei maggiori capolavori della galleria, come il Compianto su Cristo morto di Hans Memling e l'Annunciazione di Filippo Lippi. Dal 1850 la Galleria della ormai nuova famiglia proprietaria, Doria-Pamphilj fu aperta con una certa stabilità alla visita di forestieri, venendo citata dai maggiori scrittori e storici del tempo (Goethe, Stendhal).
Nella prima metà del XX secolo vi furono altre vendite di pezzi della collezione, più o meno legittimate dai proprietari; in occasione dell'anno giubilare del 1950, infine, la collezione di Roma è stata aperta per la prima volta al pubblico per volontà del principe Filippo Andrea VI Doria Pamphilj, portando così alla nascita della Galleria Doria-Pamphilj.

## Elenco delle opere (non completo)

### Archeologica
- Afrodite, Museo del Louvre, Parigi

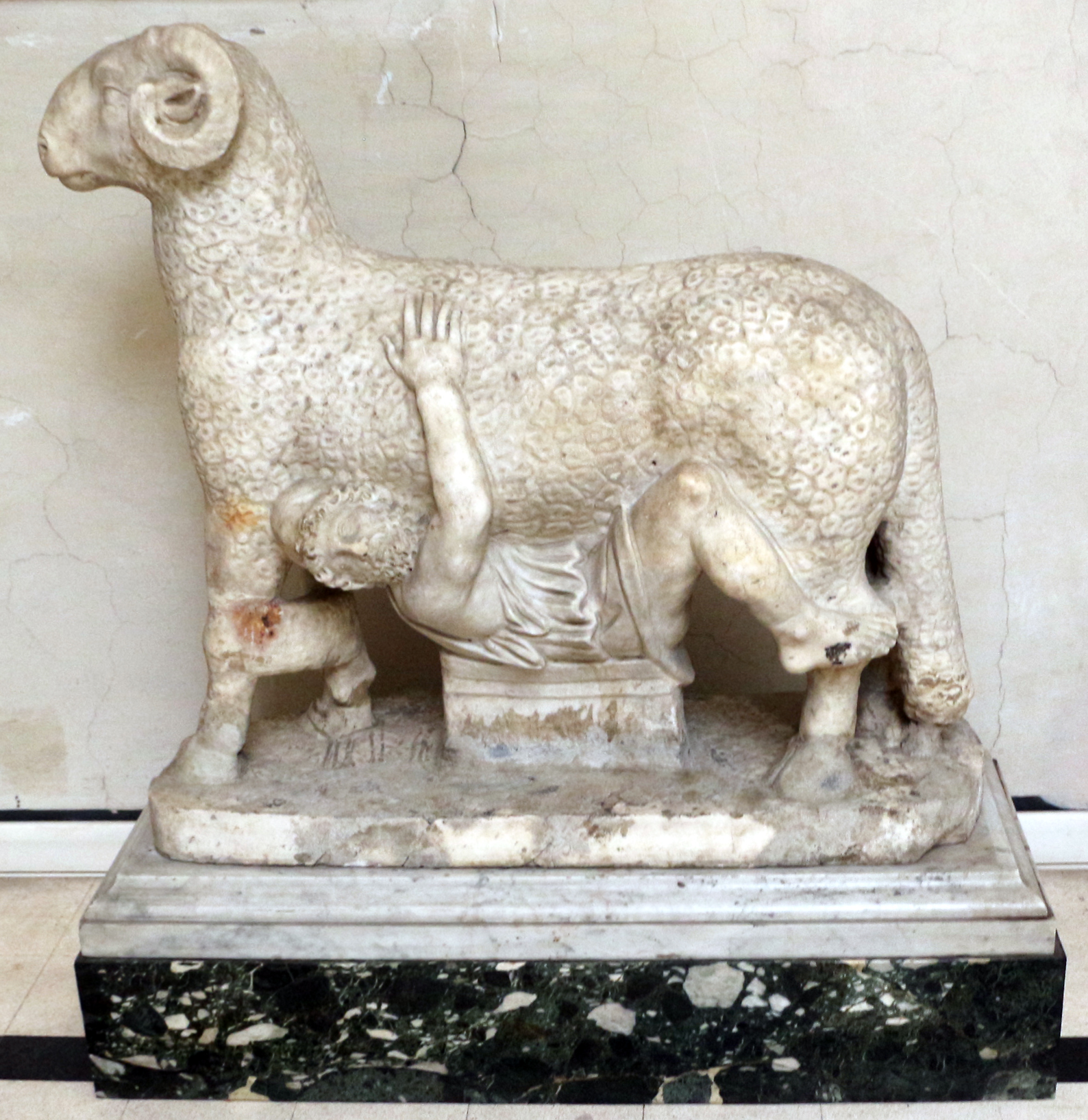
Ulisse che fugge sotto una capra di polifemo

- Bassorilievo con Perseo e Andromeda, Musei Capitolini, Roma (dapprima confluite nella collezione Albani)
- Niobe morente, Skulpturensammlung, Dresda (dapprima confluite nella collezione Albani)
- Personificazione del Nilo con coccodrillo, II secolo ca., Galleria Doria-Pamphilj, Roma
- Ritratto di Omero, Musei Capitolini, Roma (dapprima confluite nella collezione Albani)
- Ritratto di Lucio Vero, Musei Capitolini, Roma (dapprima confluite nella collezione Albani)
- Sarcofago col mito di Prometeo, Musei Capitolini, Roma (dapprima confluite nella collezione Albani)
- Sarcofago col trionfo di Dionisio, Skulpturensammlung, Dresda (dapprima confluite nella collezione Albani)
- Sarcofago con corteo di bacco sul carro trascinato da pantere, Galleria Doria-Pamphilj, Roma
- Sarcofago romano con scena della caccia al cinghiale, Calidonio e corteo funebre, Galleria Doria-Pamphilj, Roma
- Sarcofago romano con storie di Apollo e Marsia tra le muse, Galleria Doria-Pamphilj, Roma
- Statua di Leda e il cigno, Musei Capitolini, Roma (dapprima confluite nella collezione Albani)
- Statua di Sileno, età imperiale, Galleria Doria-Pamphilj, Roma
- Testa di Nerva, Musei Capitolini, Roma (dapprima confluite nella collezione Albani)
- Ulisse che fugge sotto una capra di polifemo, I-II secolo ca., Galleria Doria-Pamphilj, Roma

### Scultura

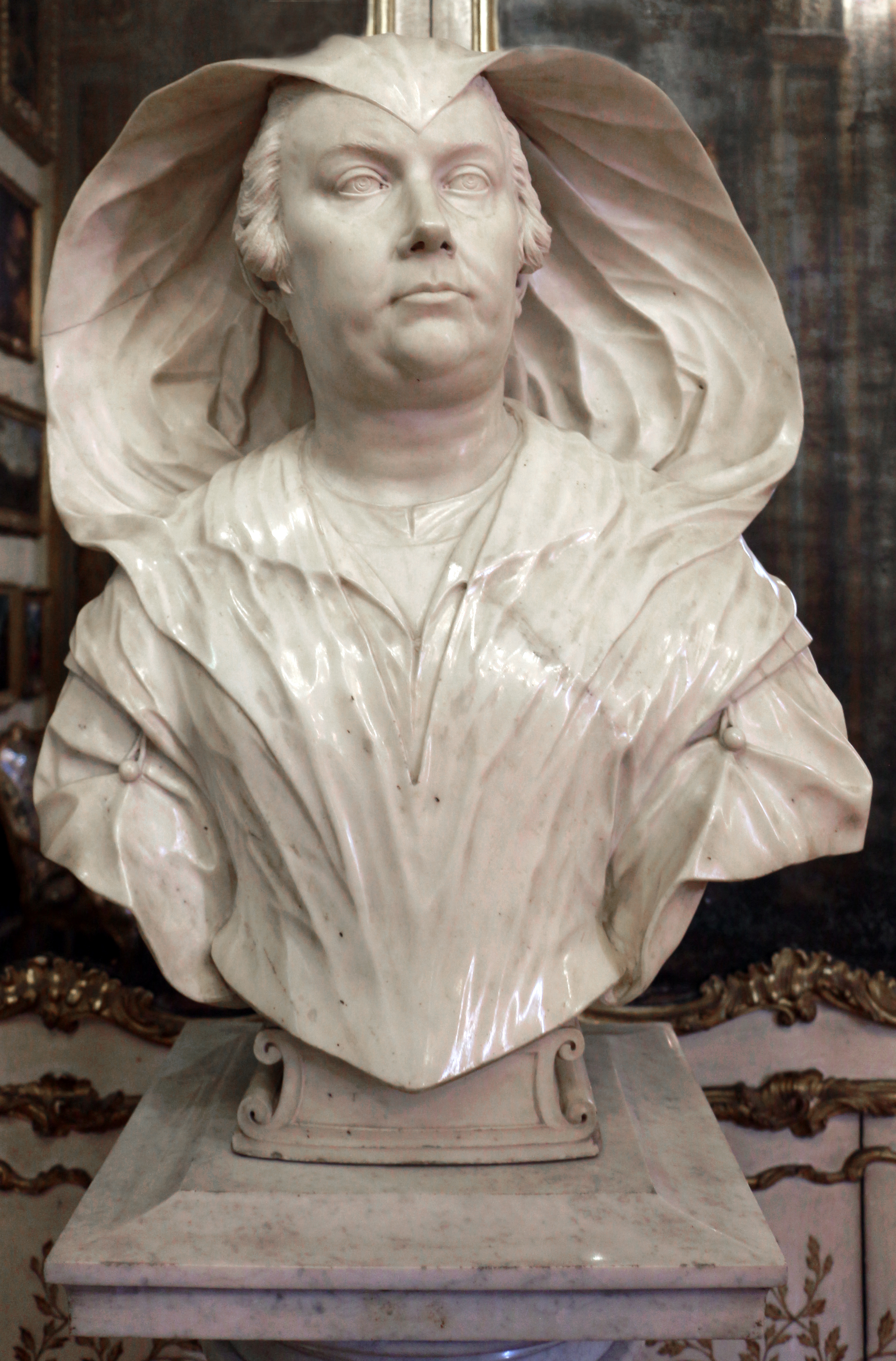
Alessandro Algardi, Busto di Olimpia Maidalchini

- Alessandro Algardi, Busto di Olimpia Maidalchini, marmo di Carrara, Galleria Doria-Pamphilj, Roma
- Alessandro Algardi, Busto di papa Innocenzo X, 1647-1650 ca., porfido e bronzo, Galleria Doria-Pamphilj, Roma
- Alessandro Algardi, Busto di Benedetto Pamphilj, 1630-1640 ca., marmo, Galleria Doria-Pamphilj, Roma
- Gian Lorenzo Bernini, Busto di papa Innocenzo X (I versione), marmo di Carrara, Galleria Doria-Pamphilj, Roma
- Gian Lorenzo Bernini, Busto di papa Innocenzo X (II versione), marmo di Carrara, Galleria Doria-Pamphilj, Roma
- Francois Duquesnoy, Bacchino, XVII secolo, h 60 cm, marmo, Galleria Doria-Pamphilj, Roma
- Domenico Guidi, Busto di papa Innocenzo X,  1650 ca., bronzo, Galleria Doria-Pamphilj, Roma
- Ignoto, Bassorilievo con la caccia calidonia, marmo, Musei Capitolini, riutilizzato nella facciata del palazzo dei Conservatori, Roma
- Ignoto, Putti che lottano, XVII secolo, marmo, Galleria Doria-Pamphilj, Roma
- Giovanni Lazzoni, Busto di Olimpia Aldobrandini, 1680, marmo, Galleria Doria-Pamphilj, Roma

### Pittura

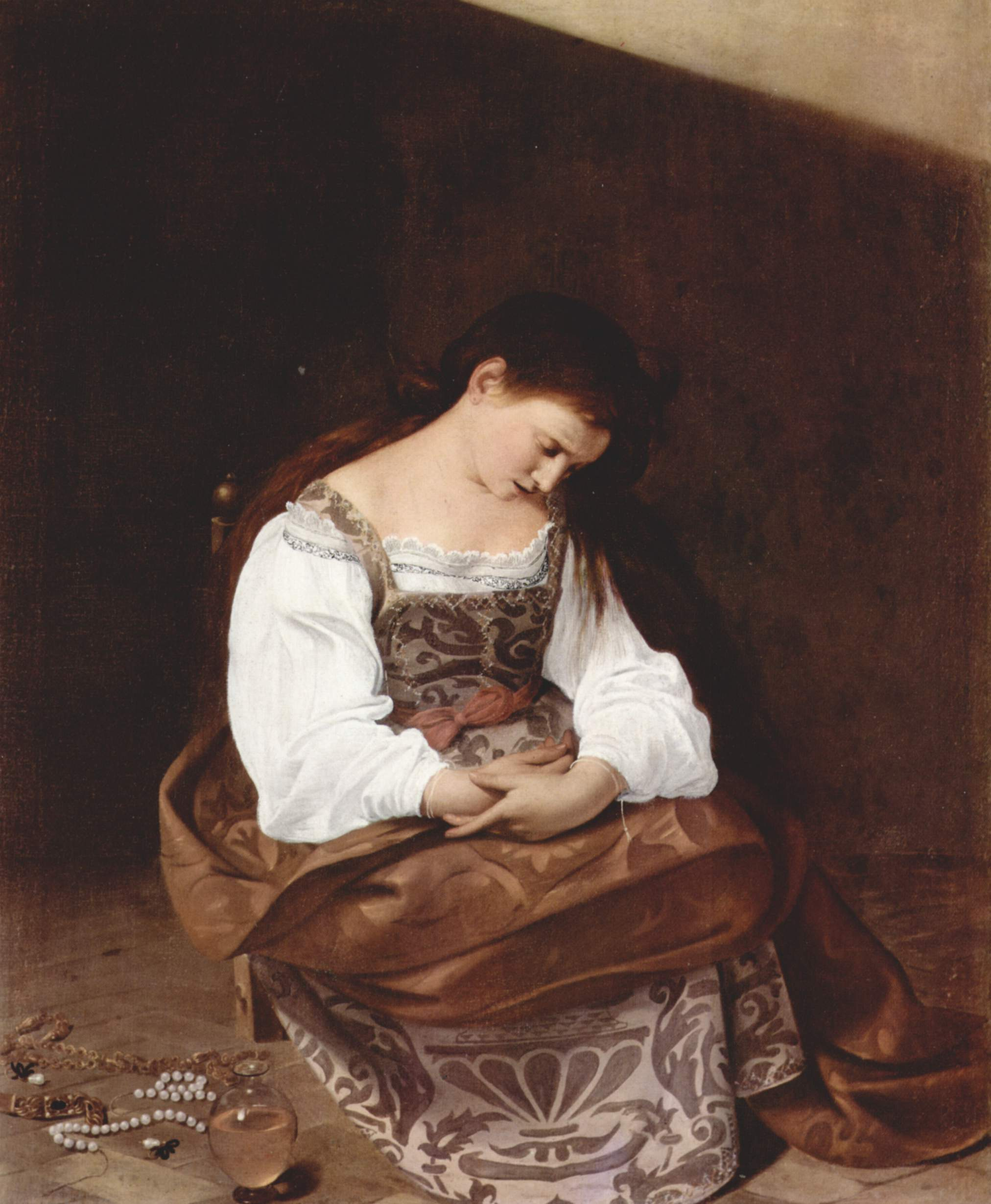
Caravaggio, Maddalena penitente

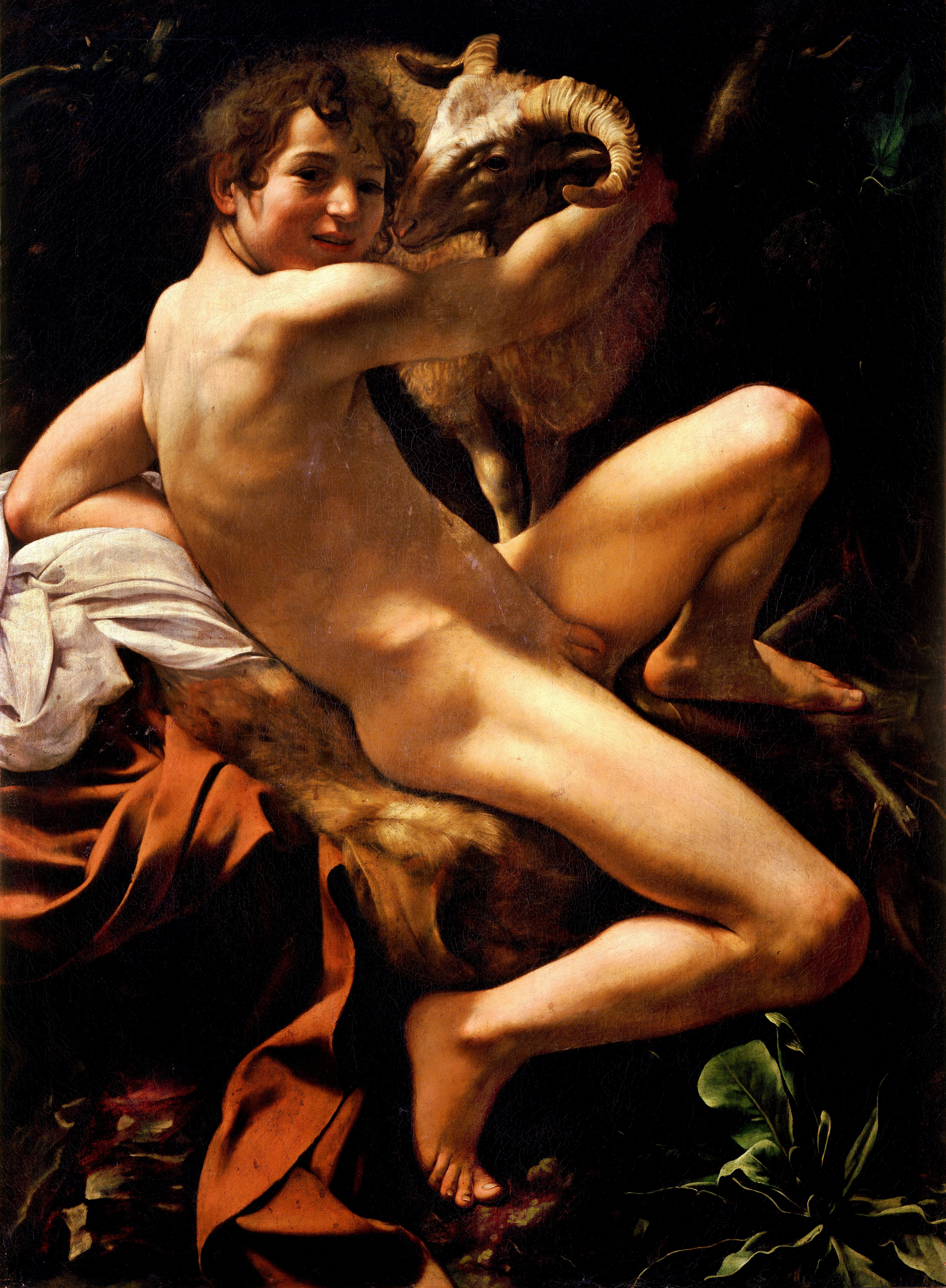
Caravaggio, San Giovanni Battista

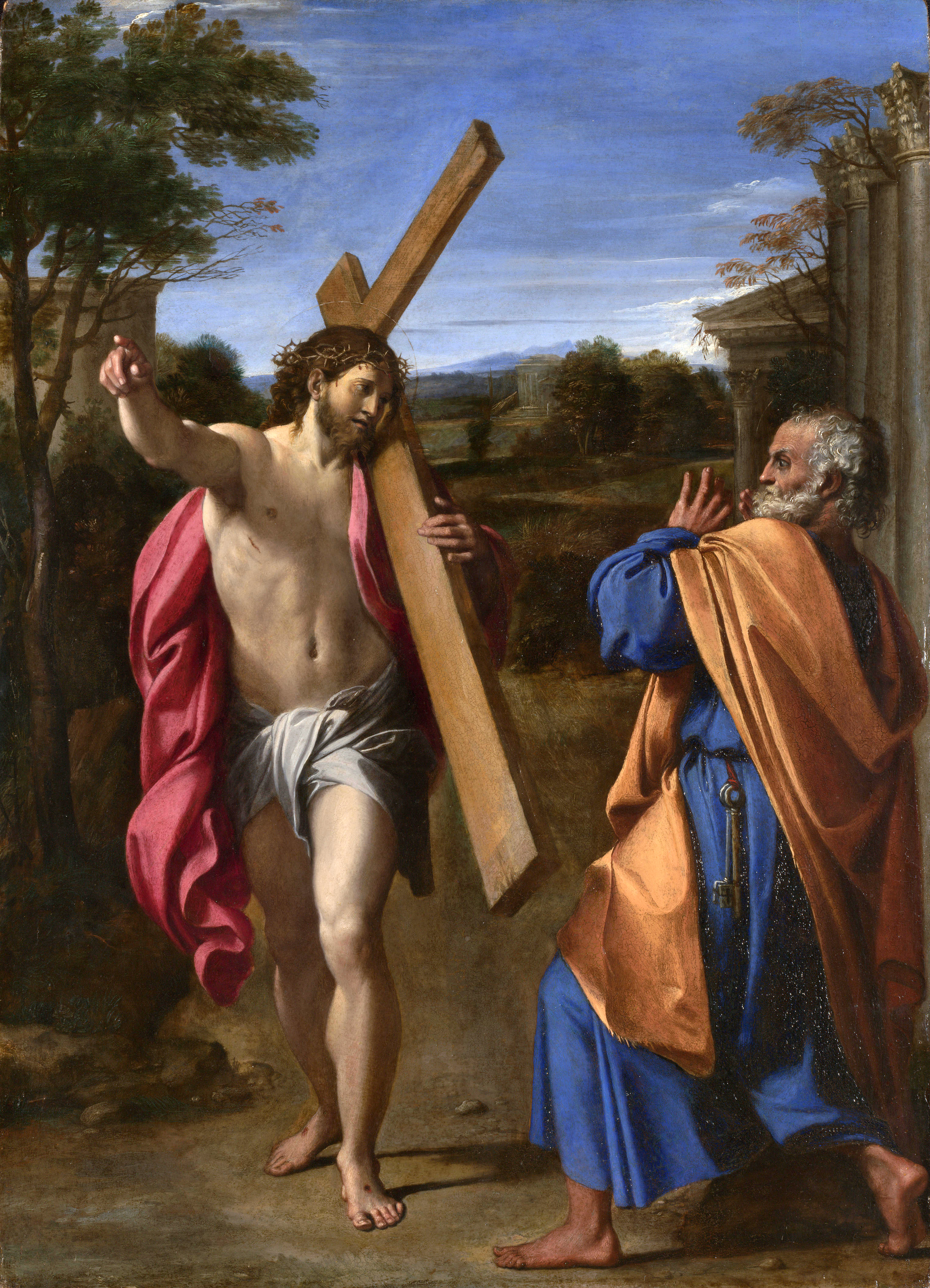
Annibale Carracci, Domine, quo vadis?

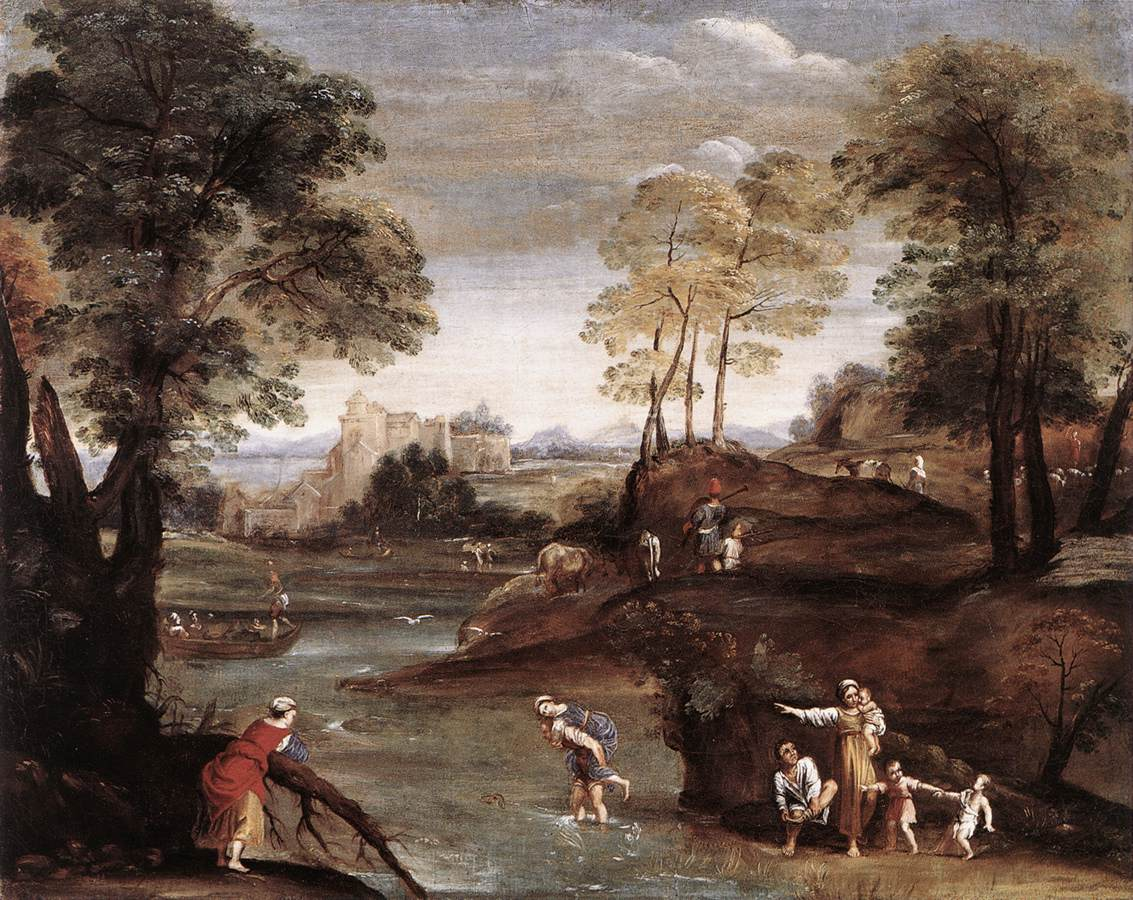
Domenichino, Paesaggio con guado

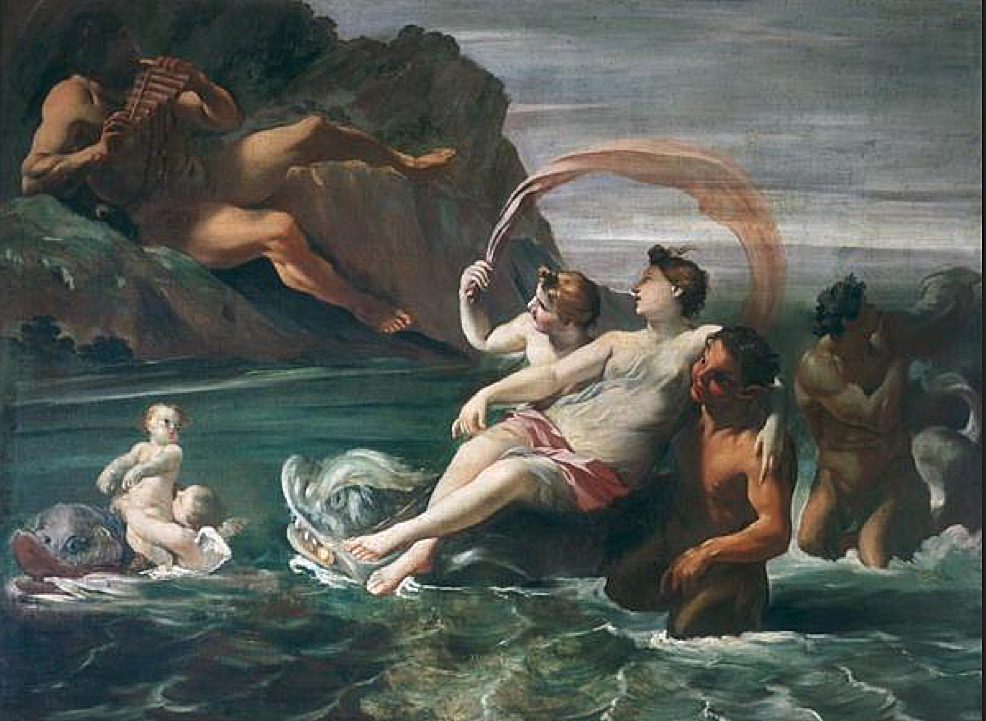
Giovanni Lanfranco, Galatea e Polifemo

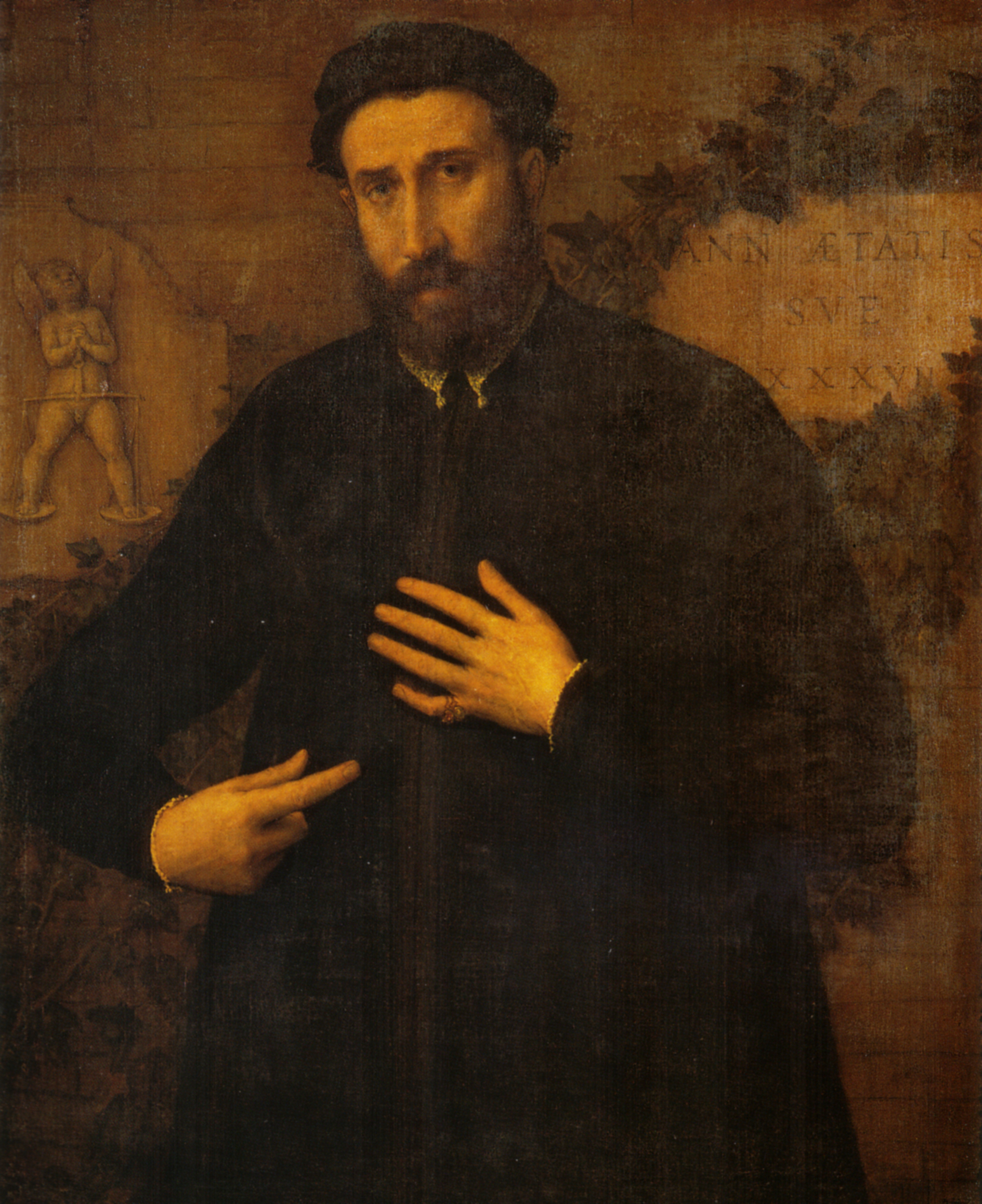
Lorenzo Lotto, Ritratto di gentiluomo trentasettenne

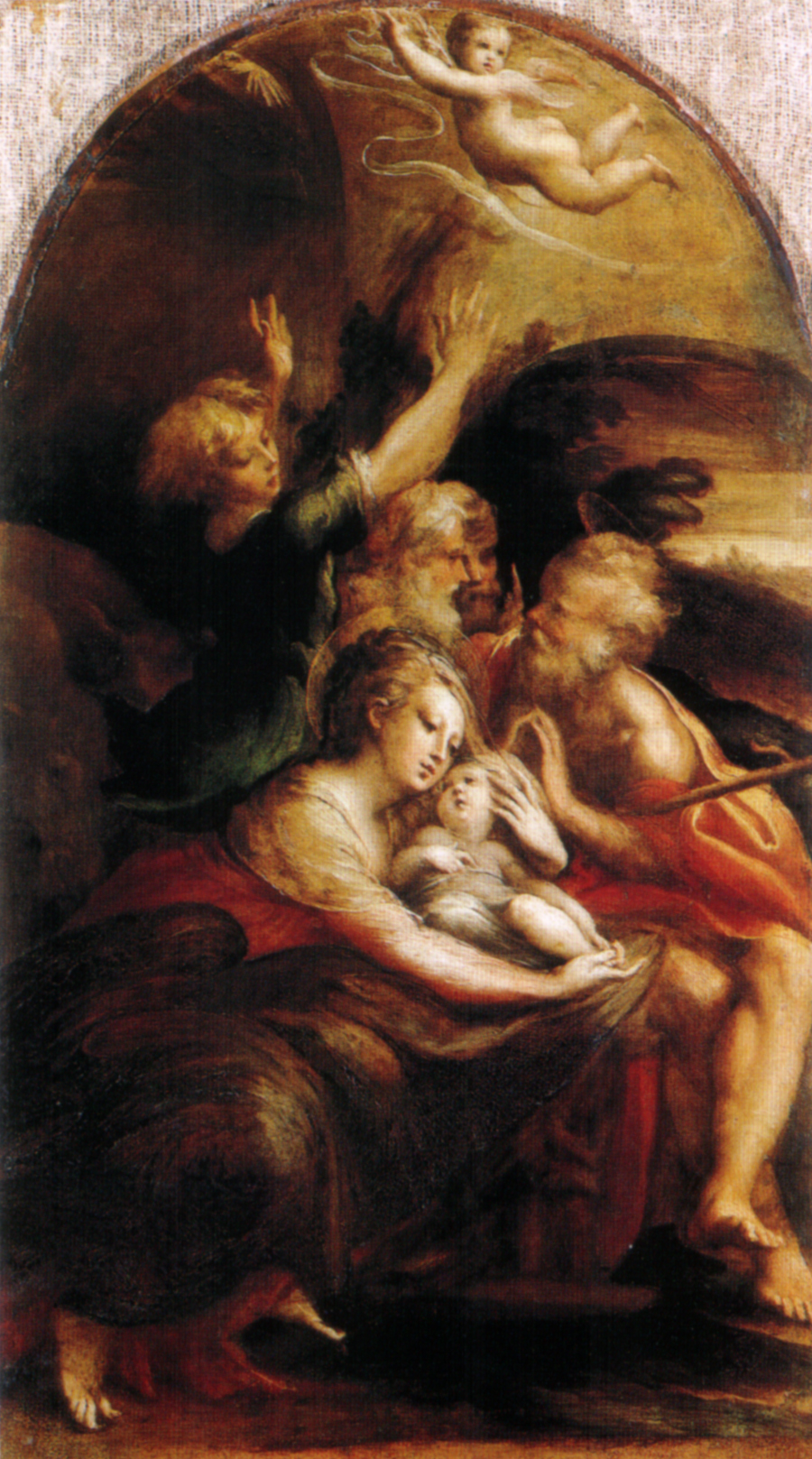
Parmigianino, Natività con angeli

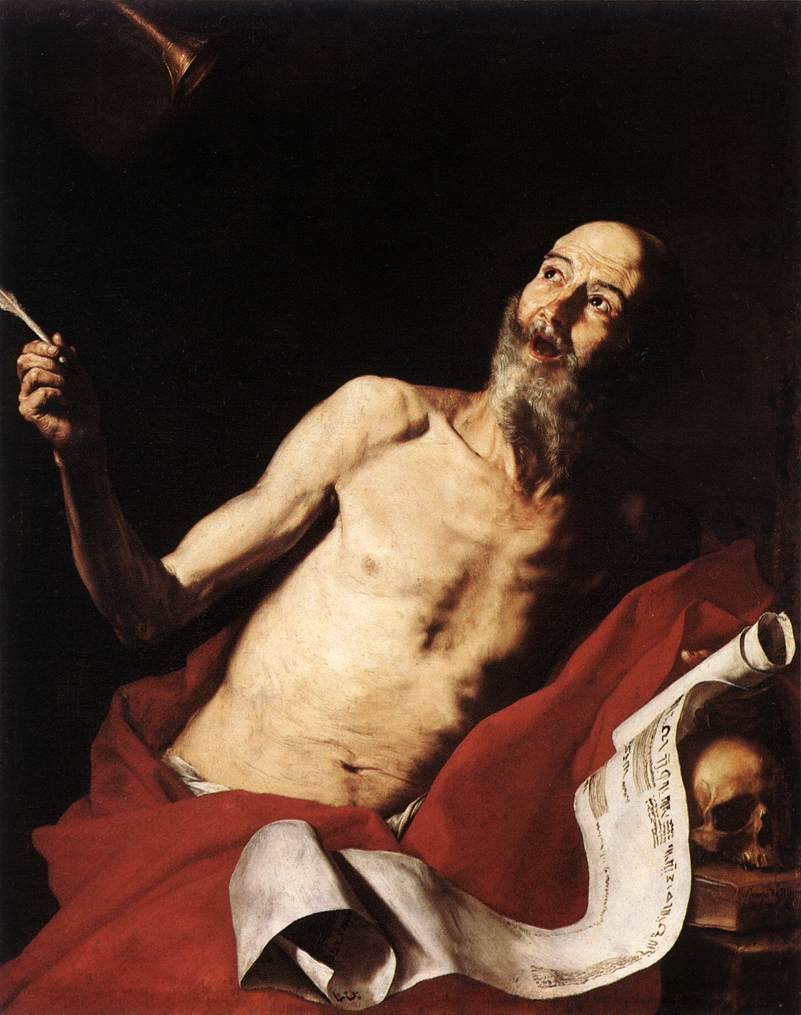
Jusepe de Ribera, San Girolamo

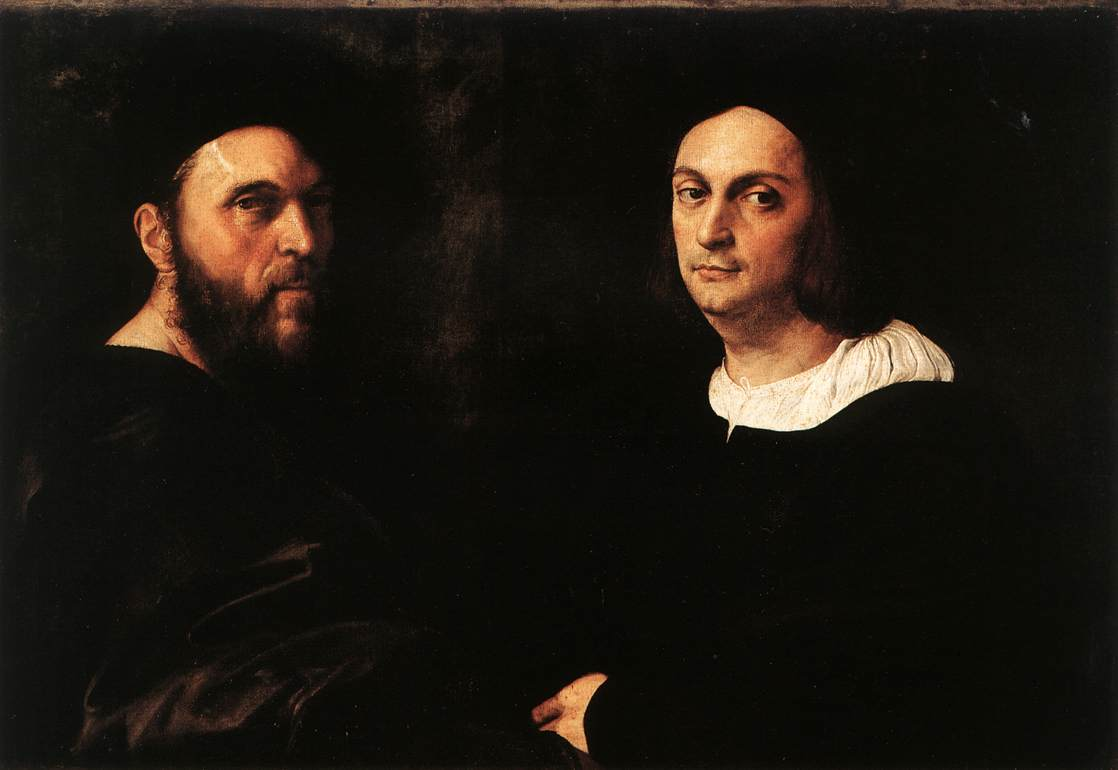
Raffaello, Doppio ritratto (Beazzano e Navagero)

- Francesco Albani, San Francesco in estasi sorretto dagli angeli, 1602 ca., 45,2×39,4 cm, olio su tela, Galleria Doria-Pamphilj, Roma
- Francesco Albani, Sacra Famiglia con le sante Caterina e Cecilia, 1600-1601, 26,2×18,2 cm, olio su lavagna, Galleria Doria-Pamphilj, Roma
- Francesco Albani, Paesaggio con l'Assunzione della Vergine, ante 1648, 121×189,5 cm, olio su tela, Galleria Doria-Pamphilj, Roma
- Francesco Albani, Paesaggio con il trasporto del corpo di Cristo (e aiuti, forse Annibale Carracci), ante 1648, 120,5×189 cm, olio su tela, Galleria Doria-Pamphilj, Roma
- Francesco Albani, Paesaggio con l'Adorazione dei pastori (e aiuti, forse Sisto Badalocchio), ante 1648, 94×127 cm, olio su tela, Galleria Doria-Pamphilj, Roma
- Francesco Albani, Paesaggio con l'Adorazione dei magi (e aiuti, Lanfranco e Antonio Carracci), ante 1648, 122×230 cm, olio su tela, Galleria Doria-Pamphilj, Roma
- Francesco Albani, Paesaggio con la Visitazione (e aiuti, forse Antonio Carracci), ante 1648, 93,5×126,5 cm, olio su tela, Galleria Doria-Pamphilj, Roma
- Francesco Albani, Riposo durante la fuga in Egitto, 1650 ca., olio su tela, già villa Albani, Roma (donato dal principe Giovanni Battista a papa Clemente XI dove rimase nella collezione Albani fino a che si persero le tracce)[29]
- Andrea del Sarto, Sacra famiglia con san Giovannino, 1530 ca., 97,7×91,5 cm, olio su tavola, Galleria Doria-Pamphilj, Roma
- Sofonisba Anguissola, Ritratto di coniugi, 1570 ca., 72×65 cm, olio su tela, Galleria Doria-Pamphilj, Roma
- Federico Barocci, Studio per san Giuda, 40,5×27,4 cm, tempera su carta, Galleria Doria-Pamphilj, Roma
- Federico Barocci, Ritratto di fanciullo (cerchia di), 34×28,5 cm, olio su tela, Galleria Doria-Pamphilj, Roma
- Francesco Bassano, Cristo deriso, 98×1331,5 cm, olio su tela, Galleria Doria-Pamphilj, Roma
- Francesco Bassano, Cena in Emmaus, 81×115 cm, olio su tela, Galleria Doria-Pamphilj, Roma
- Francesco Bassano, Orazione nell'Orto, 73,5×102 cm, olio su tela, Galleria Doria-Pamphilj, Roma
- Francesco Bassano, Adorazione dei pastori, 100,5×133 cm, olio su tela, Galleria Doria-Pamphilj, Roma
- Jacopo Bassano, Paradiso terrestre, 1573, 77×109 cm, olio su tela, Galleria Doria-Pamphilj, Roma
- Jacopo Bassano, Veduta di Verona (con l'aiuto della bottega), 73×135 cm, olio su tela, Galleria Doria-Pamphilj, Roma
- Giovanni Bellini, Festino degli dei, olio su tela, 170×188 cm, 1514, National Gallery of Art, Washington
- Jan Frans van Bloemen, Paesaggio con caseggiato e figure, 24×36 cm, olio su tela, Galleria Doria-Pamphilj, Roma
- Jan Frans van Bloemen, Paesaggio con torre e figure, 24×36 cm, olio su tela, Galleria Doria-Pamphilj, Roma
- Jan Frans van Bloemen, Paesaggio con figure in primo piano, 49×65,5 cm, olio su tela, Galleria Doria-Pamphilj, Roma
- Jan Frans van Bloemen, Paesaggio con temporale, 75,5×100,2 cm, olio su tela, Galleria Doria-Pamphilj, Roma
- Jan Frans van Bloemen, Paesaggio con carovana, 74,5×99 cm, olio su tela, Galleria Doria-Pamphilj, Roma
- Jan Frans van Bloemen, Paesaggio con pescatori, 73,5×99 cm, olio su tela, Galleria Doria-Pamphilj, Roma
- Jan Frans van Bloemen, Paesaggio con cascata delle Marmore presso Terni e arcobaleno, 89×154 cm, olio su tela, Galleria Doria-Pamphilj, Roma
- Paul Bril, Paesaggio con caccia al cervo e al cinghiale, 57×86,5 cm, olio su tela, Galleria Doria-Pamphilj, Roma
- Paul Bril, Paesaggio con caccia al daino, alle lepri e agli uccelli, 57×86 cm, olio su tela, Galleria Doria-Pamphilj, Roma
- Paul Bril, Paesaggio con armenti in riva a un fiume, 68×98,5 cm, olio su tela, Galleria Doria-Pamphilj, Roma
- Pieter Brueghel il Vecchio, Veduta del porto di Napoli, 42,2×71,2 cm, olio su tavola, Galleria Doria-Pamphilj, Roma
- Abraham Brueghel, Natura morta con frutta e brano paesistico, 195×97 cm, olio su tela, Galleria Doria-Pamphilj, Roma
- Abraham Brueghel, Natura morta con frutta e un edificio sullo sfondo, 136×98 cm, olio su tela, Galleria Doria-Pamphilj, Roma
- Abraham Brueghel, Natura morta con cesto di fichi, altra frutta e un vaso di fiori, 100×132 cm, olio su tela, Galleria Doria-Pamphilj, Roma
- Jan Brueghel il Vecchio, Paesaggio con la Visione di san Giovanni a Patmos, 25,6×33,7 cm, olio su rame, Galleria Doria-Pamphilj, Roma
- Jan Brueghel il Vecchio, Paradiso con la Creazione di Adamo, 26,5×35 cm, olio su rame, Galleria Doria-Pamphilj, Roma
- Jan Brueghel il Vecchio, Paradiso terrestre con il Peccato originale, 50,3×80,1 cm, olio su rame, Galleria Doria-Pamphilj, Roma
- Jan Brueghel il Vecchio, Paesaggio con fonderia, 22,2×33,3 cm, olio su rame, Galleria Doria-Pamphilj, Roma
- Jan Brueghel il Vecchio, Madonna col Bambino e animali (copia da Albrecht Durer), 34×25,3 cm, olio su tavola, Galleria Doria-Pamphilj, Roma
- Jan Brueghel il Vecchio, Allegoria della Terra (con la collaborazione di Hendrick van Balen), 54,2×94,5 cm, olio su tavola, Galleria Doria-Pamphilj, Roma
- Jan Brueghel il Vecchio, Allegoria del Fuoco (con la collaborazione di Hendrick van Balen), 53,8×94,3 cm, olio su tavola, Galleria Doria-Pamphilj, Roma
- Jan Brueghel il Vecchio, Allegoria dell'Aria (con la collaborazione di Hendrick van Balen), 54×94,7 cm, olio su tavola, Galleria Doria-Pamphilj, Roma
- Jan Brueghel il Vecchio, Allegoria dell'Acqua (con la collaborazione di Hendrick van Balen), 54×94,7 cm, olio su tavola, Galleria Doria-Pamphilj, Roma
- Jan Brueghel il Vecchio, Paesaggio con le Tentazioni di sant'Antonio (con la collaborazione di Hendrick van Balen), 17,5×22,5 cm, olio su rame, Galleria Doria-Pamphilj, Roma
- Pieter Brueghel il Giovane, Paesaggio invernale con pattinatori e trappola per uccelli (copia da Pieter Brueghel il Vecchio), 41,2×57,7 cm, olio su tavola, Galleria Doria-Pamphilj, Roma
- Caravaggio, Buona Ventura, 1596-1597, 99×131 cm, olio su tela, Museo del Louvre, Parigi
- Caravaggio, Maddalena penitente, 1593-1597, 122,5×98,5 cm, olio su tela, Galleria Doria-Pamphilj, Roma (già in collezione Aldobrandini oppure, ipotesi più accreditata, già in collezione Vittrice)
- Caravaggio, Riposo durante la fuga in Egitto, 1594-1596, 135,5×166,5 cm, olio su tela, Galleria Doria-Pamphilj, Roma (già in collezione Aldobrandini oppure, ipotesi più accreditata, già in collezione Vittrice)
- Caravaggio, San Giovanni Battista, 1600-1602, 132×98,5 cm, olio su tela, Galleria Doria-Pamphilj, Roma
- Annibale Carracci, Danae, già donata a Cristina di Svezia, poi in collezione Odescalchi, fino ad essere esposta alla Bridgewater House di Londra, finché viene distrutta durante i bombardamenti tedeschi del 1941
- Annibale Carracci, Paesaggio con la fuga in Egitto, 122×230 cm, olio su tela, Galleria Doria-Pamphilj, Roma
- Annibale Carracci, Susanna e i vecchioni, 56,8×86,1 cm, olio su tavola, Galleria Doria-Pamphilj, Roma
- Annibale Carracci, San Girolamo, 1590-1595, 127,5×161 cm, olio su tela, Galleria Doria-Pamphilj, Roma
- Annibale Carracci, Domine, quo vadis?, 1601, 77×56 cm, olio su tavola, National Gallery, Londra
- Annibale Carracci, Paesaggio con Maddalena penitente, 1596-1601, 51,5×66,5 cm, olio su tela, Galleria Doria-Pamphilj, Roma
- Annibale Carracci, Satiro e pastore (o Francesco Albani?), 1602, 60×72,5 cm, olio su tela, Galleria Doria-Pamphilj, Roma
- Ludovico Carracci, San Sebastiano, 1599, 156×113 cm, olio su tela, Galleria Doria-Pamphilj, Roma
- Ludovico Carracci, Madonna col Bambino e i santi Elena e Bernardino, 1603 ca., 96,5×78,5 cm, olio su tela, Galleria Doria-Pamphilj, Roma
- Correggio, Allegoria della Virtù, 1525-1530, 149,5×85,5 cm, tempera su tela, Galleria Doria-Pamphilj, Roma
- Domenichino, Paesaggio con guado, 1603 ca., 47×59,5 cm, olio su tela, Galleria Doria-Pamphilj, Roma
- Dosso Dossi, Didone, 1519, 95,5×75 cm, olio su tela, Galleria Doria-Pamphilj, Roma
- Dosso Dossi, Ritratto d'uomo con ramo di alloro e prugne, 1520-1530, 90,8×80,2 cm, olio su tela, Galleria Doria-Pamphilj, Roma
- Baciccio, Ritratto di Camillo Pamphilj come Generale della Chiesa, ante 1655, 77×59,2 cm, olio su tela, Galleria Doria-Pamphilj, Roma
- Guercino, Endimione col cannocchiale, 125×105 cm, olio su tela, Galleria Doria-Pamphilj, Roma
- Guercino, Martirio di sant'Agnese, 226×178 cm, olio su tela, Galleria Doria-Pamphilj, Roma
- Guercino, San Giovanni Battista alla fonte, 227×180 cm, olio su tela, Galleria Doria-Pamphilj, Roma
- Guercino, Erminia ritrova Tancredi ferito, 1618 ca., 145×185 cm, olio su tela, Galleria Doria-Pamphilj, Roma
- Giovanni Lanfranco, Galatea e Polifemo, 1625-1628, 146×195 cm, olio su tela, Galleria Doria-Pamphilj, Roma
- Lorenzo Lotto, Ritratto di gentiluomo trentasettenne (Autoritratto?), 1530-1535, 96,5×81 cm, olio su tela, Galleria Doria-Pamphilj, Roma
- Lorenzo Lotto, San Girolamo penitente, 1544-1554, 53×42 cm, olio su tela, Galleria Doria-Pamphilj, Roma
- Andrea Mantegna, Adorazione dei pastori, tempera su tavola trasferita su tela, 40×55,6 cm, 1450-1451, Metropolitan Museum of Art, New York
- Parmigianino, Natività con angeli, 1525 ca., 58,5×34,5 cm, olio su tavola, Galleria Doria-Pamphilj, Roma
- Parmigianino, Madonna col Bambino, 1524 ca., 58,5×34,4 cm, olio su tavola, Galleria Doria-Pamphilj, Roma
- Nicolas Poussin, serie dei Sette Sacramenti, Battesimo, olio su tela, 95,5×121 cm, 1636-1640, National Gallery of Art, Washington (acquisito in pegno dalla collezione di Cassiano dal Pozzo dal 1732 al 1743)
- Nicolas Poussin, serie dei Sette Sacramenti, Cresima, olio su tela, 95,5×121 cm, 1636-1640, collezione dei duchi di Rutland, in prestito al Fitzwilliam Museum, Cambridge (acquisito in pegno dalla collezione di Cassiano dal Pozzo dal 1732 al 1743)
- Nicolas Poussin, serie dei Sette Sacramenti, Estrema unzione, olio su tela, 95,5×121 cm, 1636-1640, collezione dei duchi di Rutland, in prestito al Fitzwilliam Museum, Cambridge (acquisito in pegno dalla collezione di Cassiano dal Pozzo dal 1732 al 1743)
- Nicolas Poussin, serie dei Sette Sacramenti, Eucaristia, olio su tela, 95,5×121 cm, 1636-1640, collezione dei duchi di Rutland, in prestito al Fitzwilliam Museum, Cambridge (acquisito in pegno dalla collezione di Cassiano dal Pozzo dal 1732 al 1743)
- Nicolas Poussin, serie dei Sette Sacramenti, Matrimonio, olio su tela, 95,5×121 cm, 1636-1640, collezione dei duchi di Rutland, in prestito al Fitzwilliam Museum, Cambridge (acquisito in pegno dalla collezione di Cassiano dal Pozzo dal 1732 al 1743)
- Nicolas Poussin, serie dei Sette Sacramenti, Ordine Sacro, olio su tela, 95,9×121,6 cm, 1636-1640, Kimbell Art Museum, Fort Worth (acquisito in pegno dalla collezione di Cassiano dal Pozzo dal 1732 al 1743)
- Nicolas Poussin, serie dei Sette Sacramenti, Penitenza, già in collezione dei duchi di Rutland, distrutto in un incendio al Belvoir Castle nel 1816 (acquisito in pegno dalla collezione di Cassiano dal Pozzo dal 1732 al 1743)
- Mattia Preti, Agar e Ismaele, 1643 ca., 295×192 cm, olio su tela, Galleria Doria-Pamphilj, Roma
- Mattia Preti, Tributo della moneta, 1635 ca., 147×198 cm, olio su tela, Galleria Doria-Pamphilj, Roma
- Mattia Preti, Maddalena penitente, 1657, 74×60 cm, olio su tela, Galleria Doria-Pamphilj, Roma
- Mattia Preti, San Giovanni Battista, 1657, 98,5×76 cm, olio su tela, Galleria Doria-Pamphilj, Roma
- Mattia Preti, Concerto, 1645 ca., 243×410 cm, olio su tela, Galleria Doria-Pamphilj, Roma
- Scipione Pulzone, Ritratto femminile, 1595 ca., 128×94,5 cm, olio su tela, Galleria Doria-Pamphilj, Roma
- Raffaello, Doppio ritratto (Beazzano e Navagero), 77×111 cm, olio su tavola, Galleria Doria-Pamphilj, Roma
- Guido Reni, Lotta di putti, 120×152 cm, olio su tela, Galleria Doria-Pamphilj, Roma
- Guido Reni, Madonna che adora il Bambino, 1625-1627, 92,5×110,5 cm, olio su tela, Galleria Doria-Pamphilj, Roma
- Guido Reni, San Francesco in estasi, primo quarto del XVII secolo, 162×125 cm, Museo del Louvre, Parigi (donato a Luigi XIV nel 1665 da Camillo Pamphilj)[30]
- Jusepe de Ribera, San Girolamo, 1637, 128,5×102 cm, olio su tela, Galleria Doria-Pamphilj, Roma
- Salvator Rosa, Marina con arco roccioso, 1648-1649, 66,5×151 cm, olio su tela, Galleria Doria-Pamphilj, Roma
- Jan van Scorel, Ritratto di Agatha van Schoonhoven, 1529, 38,3×27,1 cm, olio su tavola, Galleria Doria-Pamphilj, Roma
- Lionello Spada, Venditore di meloni, 1615-1620, 133,4×96,2 cm, olio su tela, Galleria Doria-Pamphilj, Roma
- Lionello Spada, Salomè con la testa del Battista (attribuito), 99,5×74,5 cm, olio su tela, Galleria Doria-Pamphilj, Roma
- Lionello Spada, Concerto, Galleria Borghese, Roma
- Spadarino, Carità romana, 1620 ca., 164×149 cm, olio su tela, Galleria Doria-Pamphilj, Roma
- Massimo Stanzione, Sibilla, 1630, 127,5×100,5 cm, olio su tela, Galleria Doria-Pamphilj, Roma
- Matthias Stomer, Cena in Emmaus, 1630-1633, 134×165 cm, olio su tela, Galleria Doria-Pamphilj, Roma
- Tintoretto, Ritratto di prelato, 1560-1565, 121×102 cm, olio su tela, Galleria Doria-Pamphilj, Roma
- Tintoretto, Ritratto di giovane gentiluomo, 1553-1555, 105×92 cm, olio su tela, Galleria Doria-Pamphilj, Roma
- Tiziano, Baccanale con Bacco e Arianna, olio su tela, 176,5×191 cm, 1520-1523, National Gallery, Londra
- Tiziano, Salomè con la testa del Battista, 1515 ca., 89,5×73 cm, olio su tela, Galleria Doria-Pamphilj, Roma
- Tiziano, Salomè con la testa del Battista (con la bottega), Norton Simon Museum, Pasadena
- Niccolò Tornioli, Caino e Abele, 1648-1651 ca., 294×194 cm, olio su tela, Galleria Doria-Pamphilj, Roma (già in collezione Spada, donato da Virgilio Spada a papa Innocenzo X intorno al 1652)[31]
- Giorgio Vasari, Deposizione dalla Croce, 1544 ca., 297×188 cm, olio su tavola, Galleria Doria-Pamphilj, Roma
- Diego Velázquez, Ritratto di Innocenzo X, 141×119 cm, olio su tela, Galleria Doria-Pamphilj, Roma
- Veronese, Deposizione dalla Croce (con la bottega), 64,5×86,5 cm, olio su tela, Galleria Doria-Pamphilj, Roma
- Veronese, Adorazione dei pastori (con la bottega), 84,6×98,7 cm, olio su tela, Galleria Doria-Pamphilj, Roma
- Veronese, Andata al Calvario, 57,8×75 cm, olio su tela, Galleria Doria-Pamphilj, Roma
- Gaspar van Wittel, Veduta della Piazzetta, il Palazzo Ducale e la Marciana, 28×42 cm, olio su tela, Galleria Doria-Pamphilj, Roma
- Gaspar van Wittel, Veduta della punta della Dogana, 28×42 cm, olio su tela, Galleria Doria-Pamphilj, Roma

## Albero genealogico degli eredi della collezione
Segue un sommario albero genealogico degli eredi della collezione Pamphilj, dove sono evidenziati in grassetto gli esponenti della famiglia che hanno ereditato, custodito, o che comunque sono risultati influenti nelle dinamiche inerenti alla collezione d'arte. Per semplicità, il cognome Pamphilj viene abbreviato a "P.".
| | |                                | | |                                                               | | | | |                                                 |                                                 |
| | |                                | | |                                                               | | | Camillo P. | |                                                 |                                                 |
| | |                                | | |                                                               | | | | |                                                 |                                                 |
| | |                                | | |                                                               | | | | |                                                 |                                                 |
| | |                                | | |                                                               | Papa Innocenzo X (1574-1655) (nato Giovanni Battista P.) | Papa Innocenzo X (1574-1655) (nato Giovanni Battista P.) | Pamphilio P. (1564-1639) (sposato con Olimpia Maidalchini) | Pamphilio P. (1564-1639) (sposato con Olimpia Maidalchini) | ...e altri 7 fratelli/sorelle                   | ...e altri 7 fratelli/sorelle                   |
| | |                                | | |                                                               | | | | |                                                 |                                                 |
| | |                                | | |                                                               | | | | |                                                 |                                                 |
| | |                                | | |                                                               | Camillo Francesco P. (1622-1666) (cardinal-nipote, lasciò la porpora per sposarsi con Olimpia Aldobrandini; a lui si devono le immissioni nella collezione delle opere di Caravaggio) | Camillo Francesco P. (1622-1666) (cardinal-nipote, lasciò la porpora per sposarsi con Olimpia Aldobrandini; a lui si devono le immissioni nella collezione delle opere di Caravaggio) | Costanza P. (sposata con Niccolò I Ludovisi) | Costanza P. (sposata con Niccolò I Ludovisi) | Maria P. (sposata con Andrea Giustiniani)       | Maria P. (sposata con Andrea Giustiniani)       |
| | |                                | | |                                                               | | | | |                                                 |                                                 |
| | |                                | | |                                                               | | | | |                                                 |                                                 |
| | |                                | Giovan Battista P. (1648-1709) (acquisì in dote gran parte della collezione della madre; sposato con Violante Facchinetti, acquisì in dote anche la sua collezione d'arte) | Giovan Battista P. (1648-1709) (acquisì in dote gran parte della collezione della madre; sposato con Violante Facchinetti, acquisì in dote anche la sua collezione d'arte) | Benedetto P. (1653-1730)                                      | Benedetto P. (1653-1730) | | Anna P. (1652-1728) (sposata con Giannandrea III Doria-Landi, da cui si darà avvio alla dinastia Doria-Landi-Pamphilj)                                                                         | Anna P. (1652-1728) (sposata con Giannandrea III Doria-Landi, da cui si darà avvio alla dinastia Doria-Landi-Pamphilj)                                                                         | ... e altre due sorelle                         | ... e altre due sorelle                         |
| | |                                | | |                                                               | | | | |                                                 |                                                 |
| | |                                | | |                                                               | | | | |                                                 |                                                 |
| Girolamo P. (1678-1760) (ultimo esponente del casato, alla sua morte si avviò una lite giudiziaria tra i possibili eredi della famiglia Borghese, Colonna e Doria, vinti da quest'ultimi) | Girolamo P. (1678-1760) (ultimo esponente del casato, alla sua morte si avviò una lite giudiziaria tra i possibili eredi della famiglia Borghese, Colonna e Doria, vinti da quest'ultimi) | Camillo Filippo P. (1675-1747) | Camillo Filippo P. (1675-1747) | Olimpia P. (1672-1731) (andò in nozze con Filippo II Colonna) | Olimpia P. (1672-1731) (andò in nozze con Filippo II Colonna) | Innocenzo P. (1673-1695) | Innocenzo P. (1673-1695) | Giovanni Andrea IV Doria Landi P. (...-1764) (alla morte di Girolamo P. avviò una lite giudiziaria con le famiglie Borghese e Colonna per ottenere il riconoscimento dei beni e dei titoli P.) | Giovanni Andrea IV Doria Landi P. (...-1764) (alla morte di Girolamo P. avviò una lite giudiziaria con le famiglie Borghese e Colonna per ottenere il riconoscimento dei beni e dei titoli P.) |                                                 |                                                 |
| | |                                | | |                                                               | | | | |                                                 |                                                 |
| | |                                | | |                                                               | | | | |                                                 |                                                 |
| | |                                | | |                                                               | Andrea IV Doria Landi P. (1747-1820) (alla morte di Girolamo P. ereditò la collezione P. con anche i palazzi di proprietà; in forza di un Decreto Pontificio che obbligava i titolari di ingenti patrimoni immobiliari di risiedere entro il territorio dello Stato fu il primo della nuova casata a trasferirsi stabilmente a Roma) | Andrea IV Doria Landi P. (1747-1820) (alla morte di Girolamo P. ereditò la collezione P. con anche i palazzi di proprietà; in forza di un Decreto Pontificio che obbligava i titolari di ingenti patrimoni immobiliari di risiedere entro il territorio dello Stato fu il primo della nuova casata a trasferirsi stabilmente a Roma) | Antonio Maria Doria P. (1749-1821) (cardinale) | Antonio Maria Doria P. (1749-1821) (cardinale) | Giuseppe Maria Doria P. (1751-1816) (cardinale) | Giuseppe Maria Doria P. (1751-1816) (cardinale) |
| | |                                | | |                                                               | | | | |                                                 |                                                 |
| | |                                | | |                                                               | | | | |                                                 |                                                 |
| | |                                | | |                                                               | La collezione P., passata di eredi in eredi nel corso del tempo, è tutt'oggi proprietà privata della famiglia Doria Landi P. | | | |                                                 |                                                 |